# Bataille d'Eckmühl
Pour les articles homonymes, voir Eckmühl.
Cinquième Coalition
Batailles
Campagne d'Allemagne et d'Autriche
- Sacile
- Teugen-Hausen
- Raszyn
- Abensberg
- Landshut
- Eckmühl
- Ratisbonne
- Neumarkt
- Radzymin (en)
- Caldiero
- Dalmatie
- Ebersberg
- Piave
- Malborghetto
- Linz (en)
- Essling
- Sankt Michael
- Stralsund
- Raab
- Gratz
- Wagram
- Korneuburg
- Stockerau
- Gefrees (en)
- Hollabrunn
- Schöngrabern (en)
- Znaïm
- Ölper

Batailles navales
- Martinique
- Sables-d'Olonne
- Île d'Aix
- Walcheren
- Lissa
- Pelagosa

Campagne de l'île Maurice
- Sainte-Rose
- Saint-Paul
- Île Bonaparte
- Grand Port
- Île de France
- Tamatave

Campagne d'Espagne
Rébellion du Tyrol
La bataille d'Eckmühl se déroula les 21 et 22 avril 1809 à Eckmühl en Bavière, et opposa les troupes françaises et alliées dirigées par Napoléon Ier à l'armée autrichienne commandée par l'archiduc Charles. Elle se solda par une victoire majeure de l'Empereur sur les Autrichiens. 
Cette bataille fut le point culminant de la première phase de la campagne d'Allemagne, qui avait débuté le 19 avril dans le cadre de la Cinquième Coalition. Napoléon, bien que surpris par l'attaque anticipée des Autrichiens en Bavière, reprit rapidement le contrôle de la situation et parvint, par une série de manœuvres habiles, à vaincre l'armée de l'archiduc Charles. Ce dernier, après avoir été battu en plusieurs rencontres, courut le risque d'être encerclé à Eckmühl et dut se replier au nord du Danube en passant par Ratisbonne pour échapper à la destruction. 
À la fin de sa vie, Napoléon déclara qu'il était fier de la manière dont il avait conduit la campagne qui devait aboutir à la bataille d'Eckmühl ; cette phase de marches et de batailles continues est actuellement considérée par les historiens comme l'une des plus grandes manifestations de la capacité de l'Empereur à planifier et mettre en œuvre des mouvements stratégiques combinés et comme l'une des opérations les mieux réussies de sa carrière. L'archiduc Charles fut surpris à plusieurs reprises par les manœuvres de Napoléon et fut continuellement soumis aux initiatives stratégiques de son adversaire, ce qui démontra la nette supériorité de ce dernier dans ce domaine. Après avoir subi de lourdes pertes, l'armée autrichienne se replia finalement en deux groupes séparés et ne put défendre Vienne qui fut occupée par les troupes françaises le 12 mai 1809. 
La suite d'affrontements qui opposa la Grande Armée de Napoléon à l'armée autrichienne en Bavière du 19 au 23 avril 1809 est aussi connue sous le nom de « campagne des Quatre-Jours ».

## Contexte

### L'Autriche prépare sa revanche
Le 23 décembre 1808, à l'issue d'une réunion de ses principaux dignitaires, l'empire d'Autriche prit la décision d'entrer en guerre contre la France napoléonienne, résolution qui fut entérinée par le Conseil privé le 8 février 1809. Depuis son entrée au gouvernement, le ministre Johann Philipp von Stadion avait minutieusement préparé cette confrontation qui devait permettre à l'Autriche de prendre sa revanche sur la France afin d'effacer l'humiliation du traité de Presbourg, signé en 1805, qui avait consacré la défaite du Saint-Empire pendant la guerre de la Troisième Coalition. Le nouveau chancelier, ambitieux et énergique, aurait souhaité entrer en guerre dès 1807 mais Napoléon, qui venait de vaincre la Quatrième Coalition formée par les Prussiens et les Russes, semblait alors au faîte de sa puissance et l'ambassadeur d'Autriche à Paris, Metternich, incita son gouvernement à la prudence.

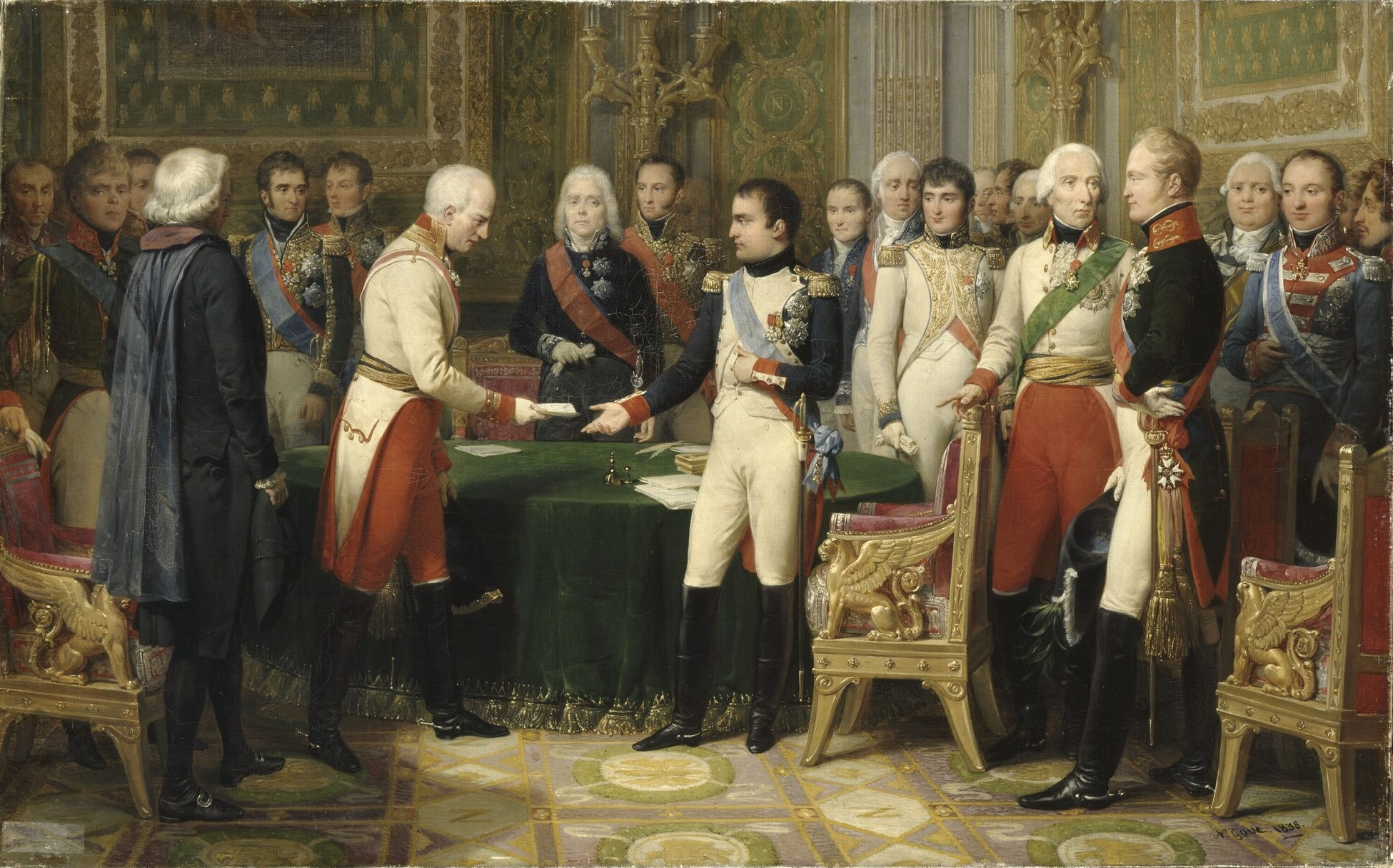
L'entrevue d'Erfurt en septembre 1808, lors de laquelle Napoléon tenta de convaincre le tsar Alexandre de faire pression sur l'Autriche afin d'éviter une nouvelle guerre.

L'invasion de la péninsule Ibérique par les troupes françaises bouleversa la situation et poussa le chancelier Stadion à prendre l'initiative d'une nouvelle guerre contre la France. Le soulèvement de la population espagnole contre l'envahisseur et les premières défaites françaises exaltèrent les sentiments patriotiques au sein de l'Empire et poussèrent les notables hongrois à soutenir la politique du chancelier. Vienne devint le point de ralliement de l'aristocratie européenne anti-française. Les archiducs étaient partisans de la guerre et l'empereur François, d'ordinaire très prudent, finit par donner raison à son entourage. L'entrevue d'Erfurt en septembre 1808 sembla confirmer que le tsar Alexandre Ier n'était pas disposé à soutenir Napoléon face à l'Autriche et l'empereur français, contraint de rétablir la situation en Espagne, dut transférer à partir du 12 octobre la majeure partie de la Grande Armée vers les Pyrénées, ne laissant qu'un contingent très réduit en Allemagne. À Paris, l'ambassadeur Metternich était lui aussi devenu un fervent partisan de la guerre et il affirma qu'avec Napoléon engagé avec la plus grande partie de ses troupes en Espagne, l'Empire français ne serait pas en état de soutenir une nouvelle guerre avec l'Autriche. En outre, l'ambassadeur fit également valoir que la société parisienne était préoccupée par la situation et que la position de l'Empereur semblait plus fragile qu'il n'y paraissait.
Au milieu de cet enthousiasme général, l'archiduc Charles-Louis d'Autriche, commandant en chef de l'armée autrichienne, était le seul à se montrer sceptique à l'idée d'une nouvelle confrontation avec Napoléon. Sous son initiative, le commandement autrichien avait entrepris de vastes réformes pour moderniser l'armée, mais en dépit de résultats encourageants, ces dernières n'avaient pas encore produit tous leurs effets. De nombreuses innovations tactiques avaient été introduites : augmentation des réserves avec la création de la Landwehr populaire, renforcement de l'artillerie, formation de neuf bataillons de chasseurs à pied calqués sur le modèle français, etc. En outre, la structure de l'appareil militaire autrichien avait été profondément modifiée pour faire place en campagne à un système de corps d'armée autonomes copié sur le modèle napoléonien. Malgré ces progrès, l'armée autrichienne restait toutefois bien inférieure à son homologue française : le système de la division par corps n'avait été que partiellement adopté et la présence des bagages ralentissait considérablement l'exécution des manœuvres. Les schémas tactiques n'avaient pas sensiblement évolué à l'échelon supérieur de commandement ; l'état-major était inefficace et les généraux étaient souvent des individus âgés, peu énergiques et rivaux les uns des autres ; l'archiduc Charles, en particulier, était loin de valoir Napoléon en tant que commandant en chef,. Officier prudent et réfléchi, mais formaté par les schémas opérationnels du XVIIIe siècle qui s'adaptaient surtout à des mouvements lents et méthodiques, Charles était un général particulièrement habile en défense, mais qui manquait de l'énergie et du dynamisme nécessaire pour affronter Napoléon. Sujet à des crises d'épilepsie, il était d'un caractère pessimiste et était particulièrement réticent à jouer le sort de la monarchie dans une bataille décisive contre la Grande Armée.

### Plans et préparatifs
Napoléon rentra à Paris le 23 janvier 1809. Ayant dû renoncer à poursuivre son intervention en Espagne, il avait quitté Valladolid le 17 janvier après avoir pris connaissance de l'imminence d'une nouvelle guerre contre l'Autriche, dont les préparatifs de guerre étaient très avancés. Il était également préoccupé par les intrigues de Talleyrand et de Fouché qui menaçaient de porter atteinte à la solidité du régime. Ayant dû laisser plus de 190 000 soldats en Espagne, l'Empereur se trouvait dans la nécessité d'improviser une nouvelle armée pour affronter l'Autriche en Europe centrale. Par une série de mesures énergiques, Napoléon réussit à mettre sur pied à la fin du mois de mars 1809 la « Grande Armée d'Allemagne » qui associait les vétérans du IIIe corps du maréchal Davout, déjà présent en Bavière, et de nombreux contingents fournis par les États allemands alliés de la France ainsi que les recrues des classes 1809 et 1810, mal préparées à la guerre et totalement inexpérimentées. Quant à la Garde impériale, elle faisait route à marche forcée depuis l'Espagne.
Au printemps 1809, Napoléon disposait de 174 000 soldats stationnés en Bavière pour faire face à l'attaque autrichienne. En dehors des vétérans français du corps de Davout, cette nouvelle armée était qualitativement très inférieure à la Grande Armée de 1805 ; composée pour l'essentiel d'unités étrangères et de jeunes soldats, elle était mal organisée et souffrait d'une pénurie de matériel. Au moment de l'offensive autrichienne, les troupes françaises n'étaient pas encore regroupées et étaient commandées en l'absence de l'Empereur par son chef d'état-major, le maréchal Berthier. Début avril, l'armée était encore dispersée dans une zone de 150 km et allait prendre du temps pour achever sa concentration : le maréchal Davout se trouvait au nord du Danube entre Nuremberg et Erfurt avec 65 000 soldats ; le IIe corps du général Oudinot (20 000 hommes) et le IVe corps du maréchal Masséna (40 000 hommes), composés essentiellement de jeunes recrues, étaient très éloignés à Augsbourg et Ulm, au sud du Danube ; le VIIIe corps du général Vandamme, fort de 13 000 soldats wurtembergeois, se situait près de Donauworth ; enfin, la Garde impériale était encore en France. Pour couvrir la concentration de ces différents corps, les 30 000 soldats bavarois du VIIe corps commandé par le maréchal Lefebvre furent déployés en première ligne de manière à barrer le passage de l'Isar.

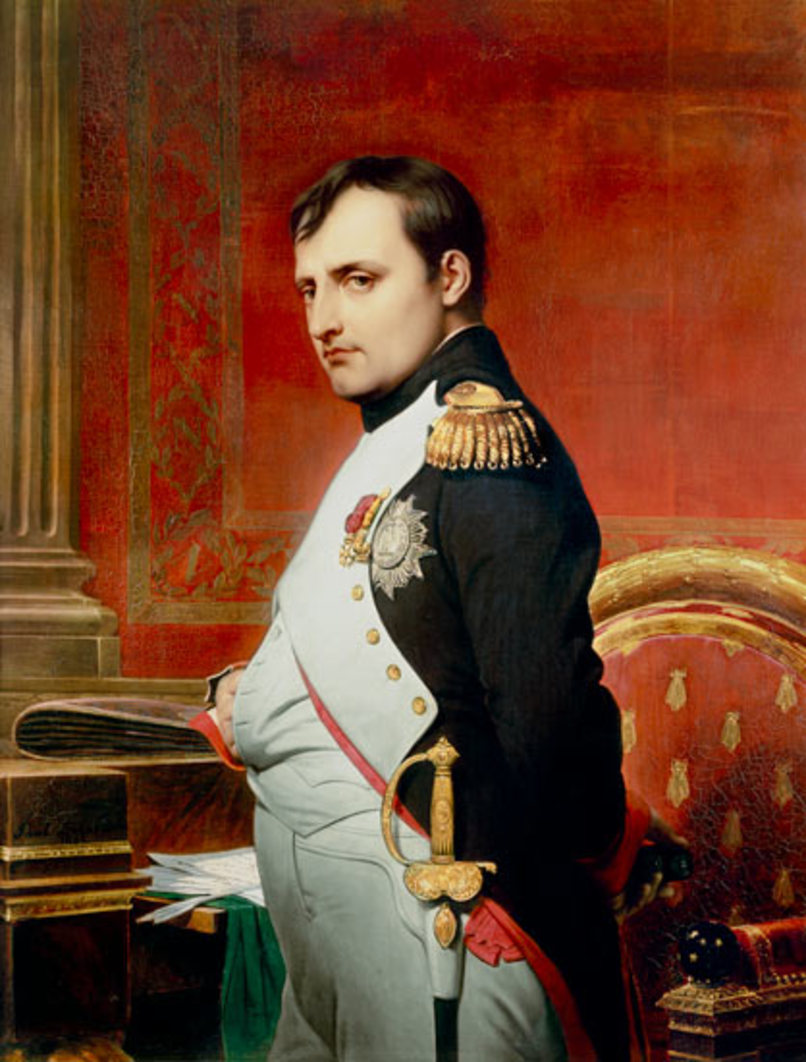
Napoléon Ier.

À la fin du mois de mars, Napoléon rédigea une première directive au sujet du regroupement de l'armée. En fonction du temps qui lui était imparti et les distances à parcourir par les différents corps, il y présentait un certain nombre de possibilités opérationnelles ainsi que les intentions probables de ses adversaires. L'Empereur, sur la base des informations disponibles, fixait le début de l'offensive autrichienne aux alentours du 15 avril et estimait que l'attaque principale aurait lieu sur la rive nord du Danube, en Bohême. Dans le cas où l'attaque autrichienne devait se produire après cette date, Napoléon jugeait possible de regrouper son armée à temps autour de Ratisbonne, à trois jours de marche de Nuremberg et à quatre jours d'Augsbourg. À l'inverse, si les Autrichiens décidaient d'anticiper leur offensive, l'Empereur concentrerait ses forces plus en arrière, entre Donauwörth, Augsbourg et Ingolstadt, sous la protection des troupes bavaroises du maréchal Lefebvre.

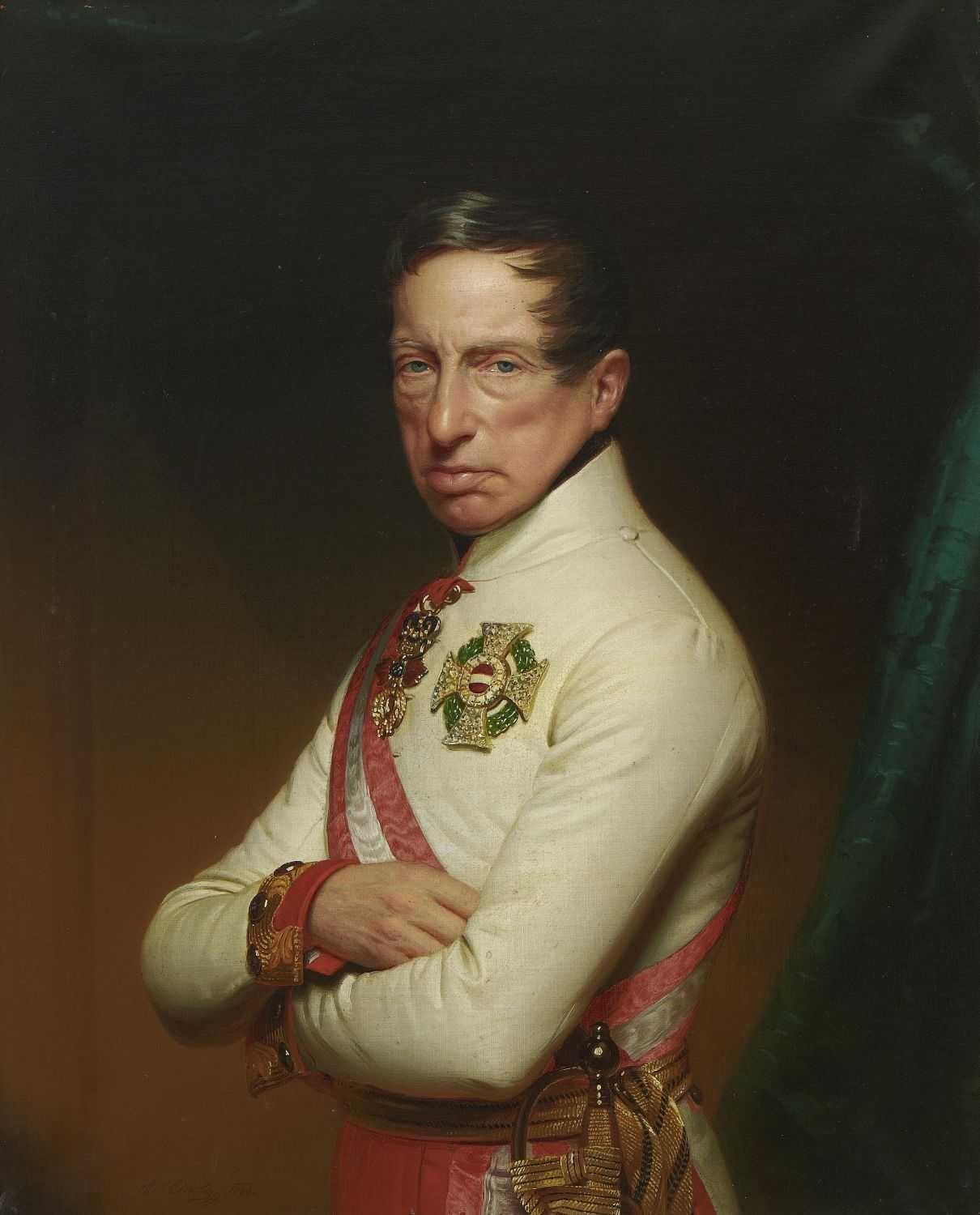
L'archiduc Charles-Louis d'Autriche, commandant en chef l'armée autrichienne.

Déterminé à passer rapidement à l'offensive, Napoléon avait prévu que dans le cas où l'archiduc Charles attaquerait au nord du Danube sur Bamberg ou Nuremberg, il passerait avec son armée au nord du fleuve via le pont de Ratisbonne et s'avancerait à travers la Bohême, afin de tomber sur les arrières de l'ennemi. En revanche, si les Autrichiens attaquaient des deux côtés du Danube, l'Empereur, qui disposait de l'important nœud de communication de Ratisbonne, se croyait en mesure de battre séparément les forces autrichiennes. En vertu des directives adressées au maréchal Berthier le 30 mars 1809, l'Empereur fixa le regroupement de l'armée autour de Ratisbonne au 15 avril, mais il avait établi qu'en cas de difficultés soudaines les troupes françaises se replieraient derrière le Lech.
L'armée autrichienne massée sur le front allemand était commandée par l'archiduc Charles et comprenait 200 000 soldats divisés en six corps d'armée régulière et deux corps de réserve. Bien préparé et ayant l'avantage de l'initiative, l'archiduc avait encore la possibilité d'exploiter la situation et de prendre l'offensive avant que ses adversaires aient achevé leur concentration. Le commandant autrichien avait d'abord prévu de passer à l'attaque sur la rive nord du Danube depuis la Bohême et de mettre en déroute le IIIe corps de Davout, isolé du reste des forces françaises. À cet effet, six corps d'armée furent concentrés entre Prague et la Forêt de Bohême pour une offensive qui, menée avec rapidité et énergie, pouvait s'avérer décisive. Néanmoins, l'archiduc Charles hésitait car des difficultés pouvaient surgir en raison du relief accidenté du terrain et du manque de connexions d'une rive à l'autre du Danube ; en outre, Vienne restait exposée à une éventuelle offensive ennemie au sud du fleuve.
L'archiduc, soucieux de protéger la capitale, modifia alors ses plans et décida de lancer une attaque au sud du Danube pour écraser les troupes bavaroises et occuper ainsi une position centrale sur le théâtre des opérations. Ce plan avait des chances d'être efficace à condition d'être mis en œuvre avant que les Français n'aient achevé leur concentration. Les difficultés logistiques et le temps nécessaire pour transférer les troupes firent que cette manœuvre, qui prévoyait le franchissement du Danube par la majorité des corps d'armée, ne commença que le 20 mars pour s'achever seulement dans la première semaine d'avril. Ce nouveau plan contraignit par ailleurs l'archiduc à diviser dangereusement ses forces : le Ier corps du général Bellegarde et le IIe corps du général Kollowrat, totalisant 58 000 hommes, devaient rester sur la rive nord du Danube en vue d'une attaque contre Ratisbonne, tandis que les six autres corps attaqueraient en Bavière, scindés en deux groupes, ce qui diminuait notoirement leur puissance de frappe. Le prince de Hohenzollern-Hechingen et le général Rosenberg, commandant respectivement les IIIe et IVe corps d'armée, ainsi que le Ier corps de réserve du prince de Liechtenstein devaient se diriger par le sud vers Ratisbonne avec 66 000 soldats pendant que le Ve corps de l'archiduc Louis, le VIe corps du général Hiller et le IIe corps de réserve du général Kienmayer, représentant une force de 61 000 hommes, étaient chargés de couvrir l'aile gauche de la formation principale qui s'avançait en direction de Landshut.
Malgré les inconvénients du plan élaboré par l'archiduc, les Autrichiens parvinrent initialement à mettre les Français en difficulté. La décision de Charles d'attaquer de manière improvisée, sans déclaration de guerre préalable, y était pour beaucoup, mais cette situation était aussi largement imputable aux fautes commises par le maréchal Berthier, dont la mauvaise interprétation des ordres de Napoléon ne fit qu'aggraver la dispersion des troupes ; la confusion qui en résulta au sein du dispositif français fit courir à celui-ci le risque d'être submergé et seule l'intervention directe de l'Empereur permit in extremis d'éviter la défaite.

### Articulation de l'armée française en Allemagne pendant la campagne d'Eckmühl

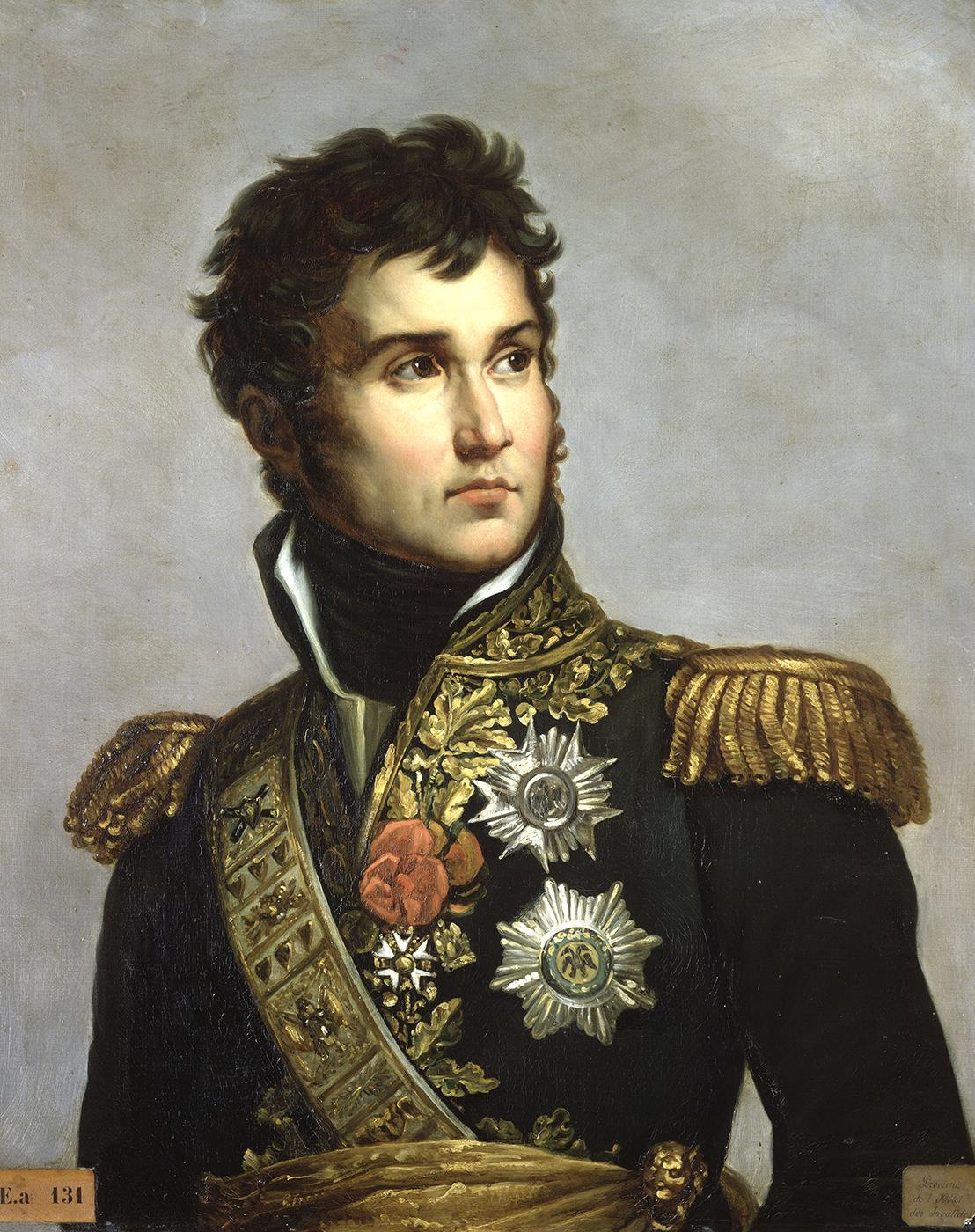
Corps d'armée provisoire, maréchal Jean Lannes.
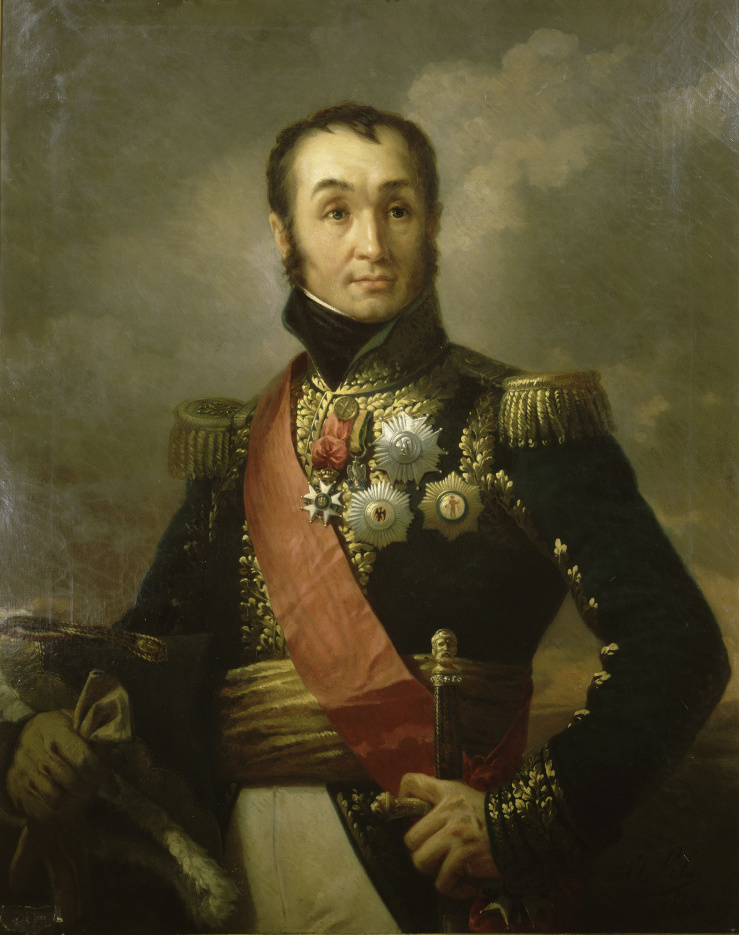
IIe corps d'armée, général Nicolas-Charles Oudinot.
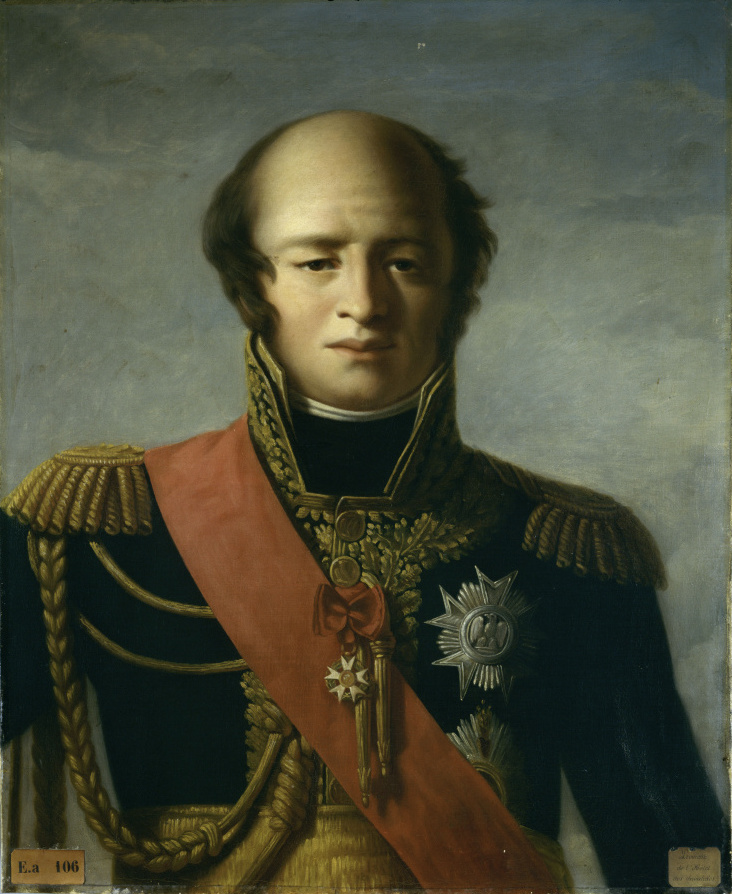
IIIe corps d'armée, maréchal Louis Nicolas Davout.
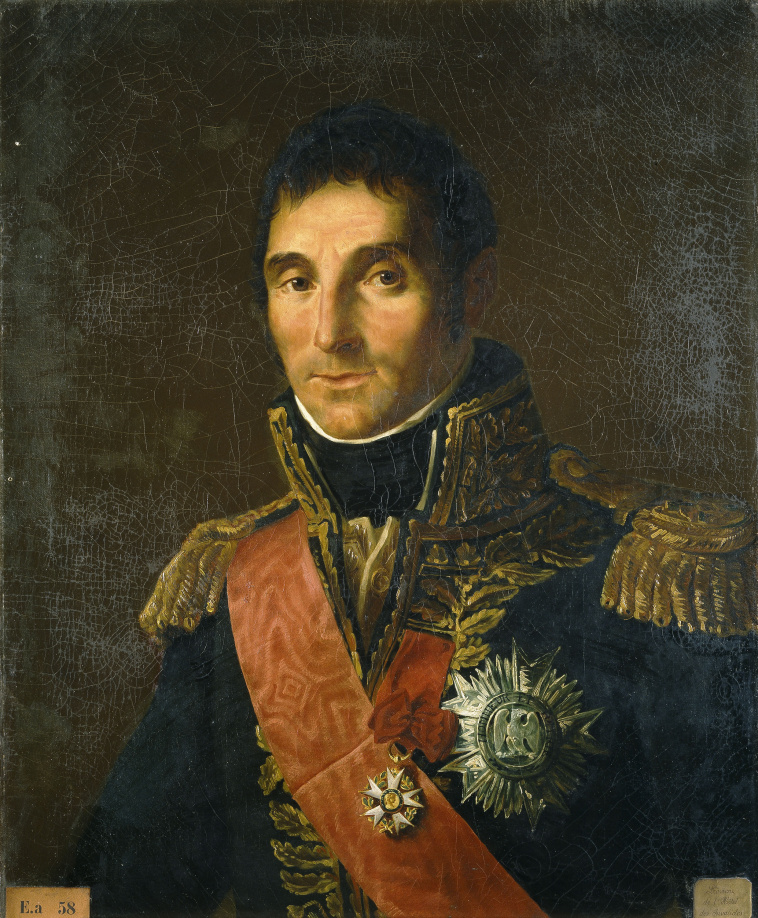
IVe corps d'armée, maréchal André Masséna.
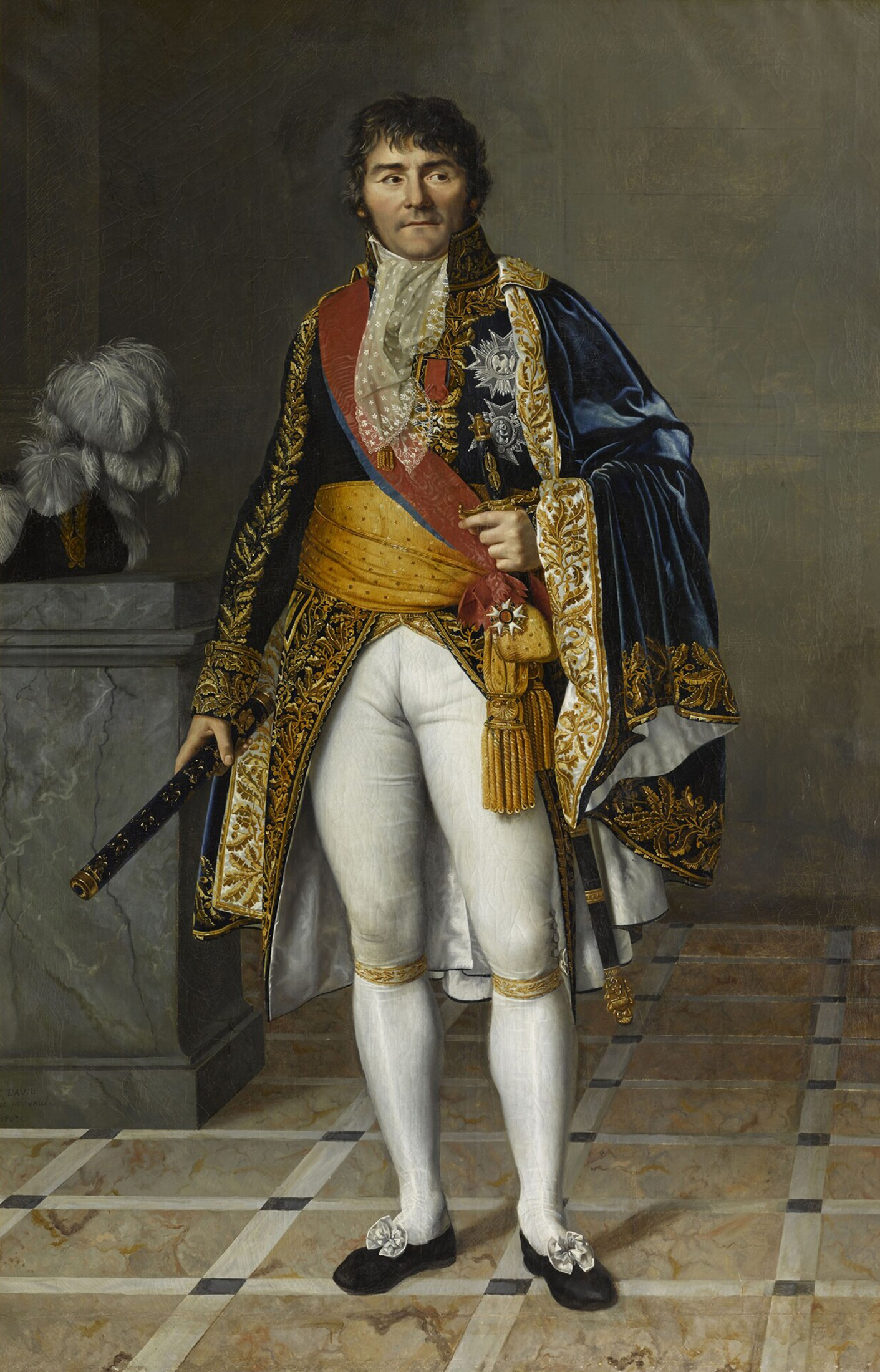
VIIe corps d'armée, maréchal François Joseph Lefebvre.
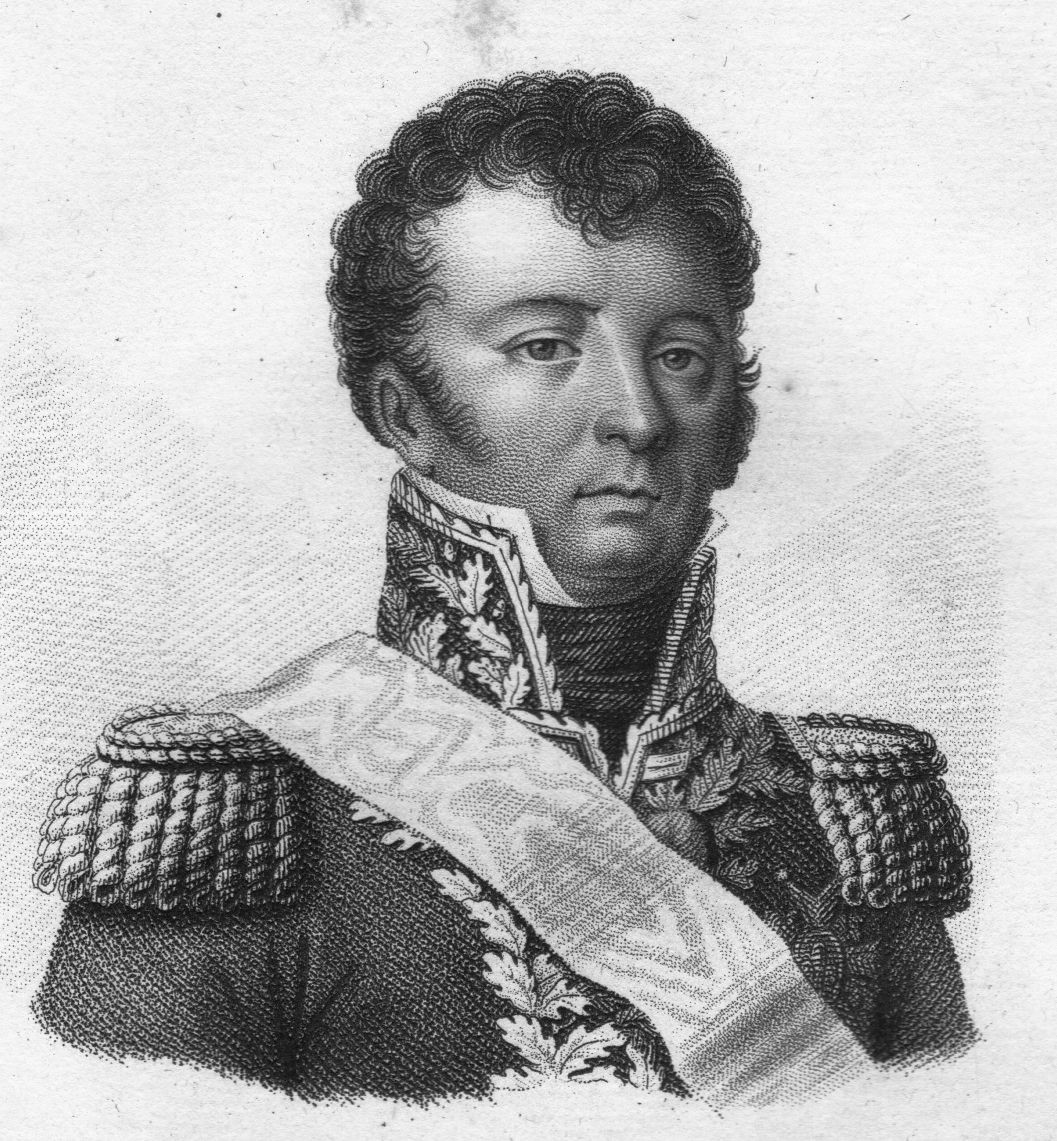
VIIIe corps d'armée, général Dominique René Vandamme.

### Articulation de l'armée autrichienne en Bavière pendant la campagne d'Eckmühl

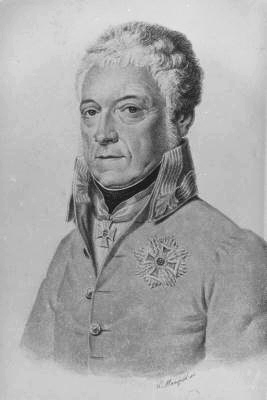
Ier corps d'armée, général Heinrich Johann de Bellegarde.
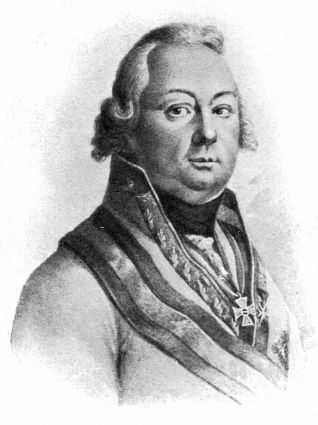
IIe corps d'armée, général Johann Kollowrat.
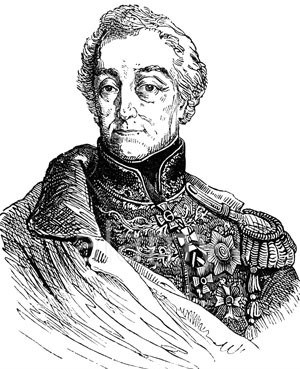
IIIe corps d'armée, Feldmarschall-Leutnant Frédéric François Xavier de Hohenzollern-Hechingen.
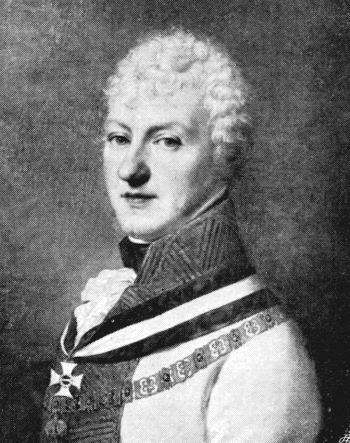
IVe corps d'armée, Feldmarschall-Leutnant Franz Seraph von Rosenberg-Orsini.
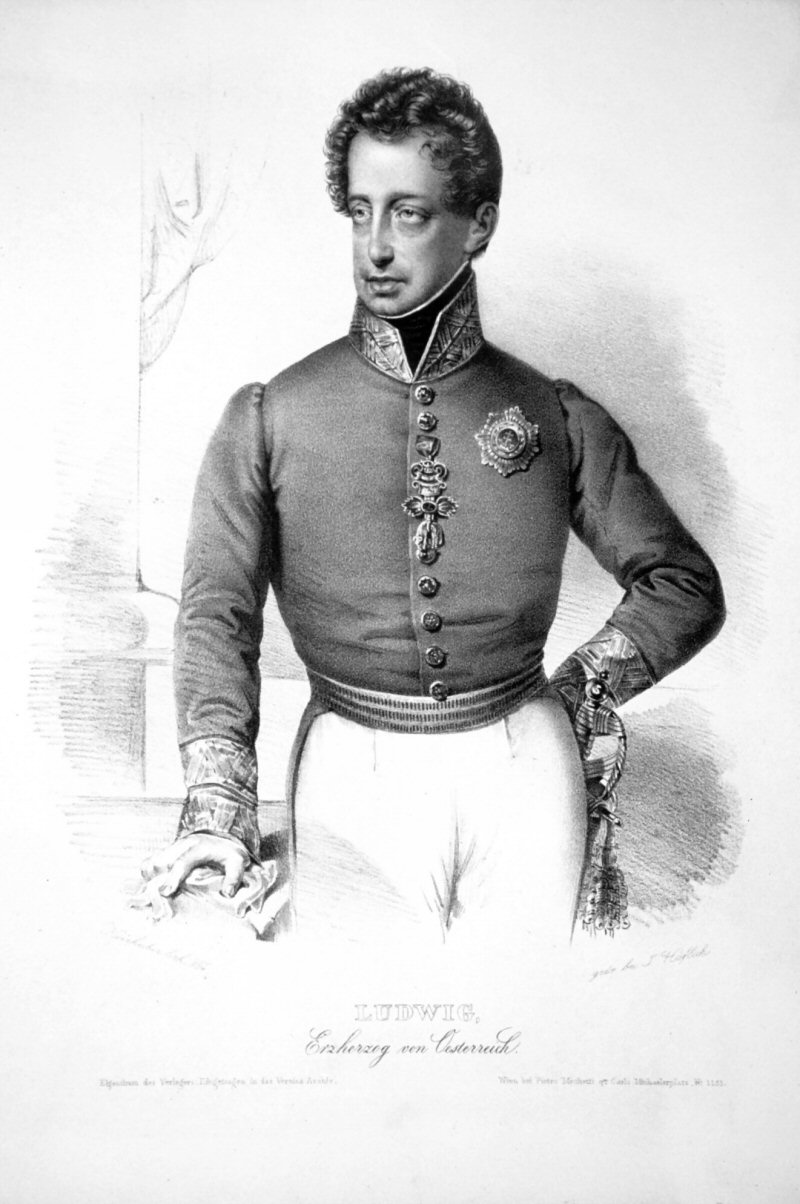
Ve corps d'armée, Feldmarschall-Leutnant archiduc Louis d'Autriche.
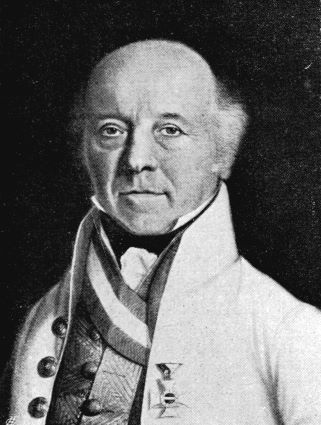
VIe corps d'armée, Feldmarschall-Leutnant Johann von Hiller.
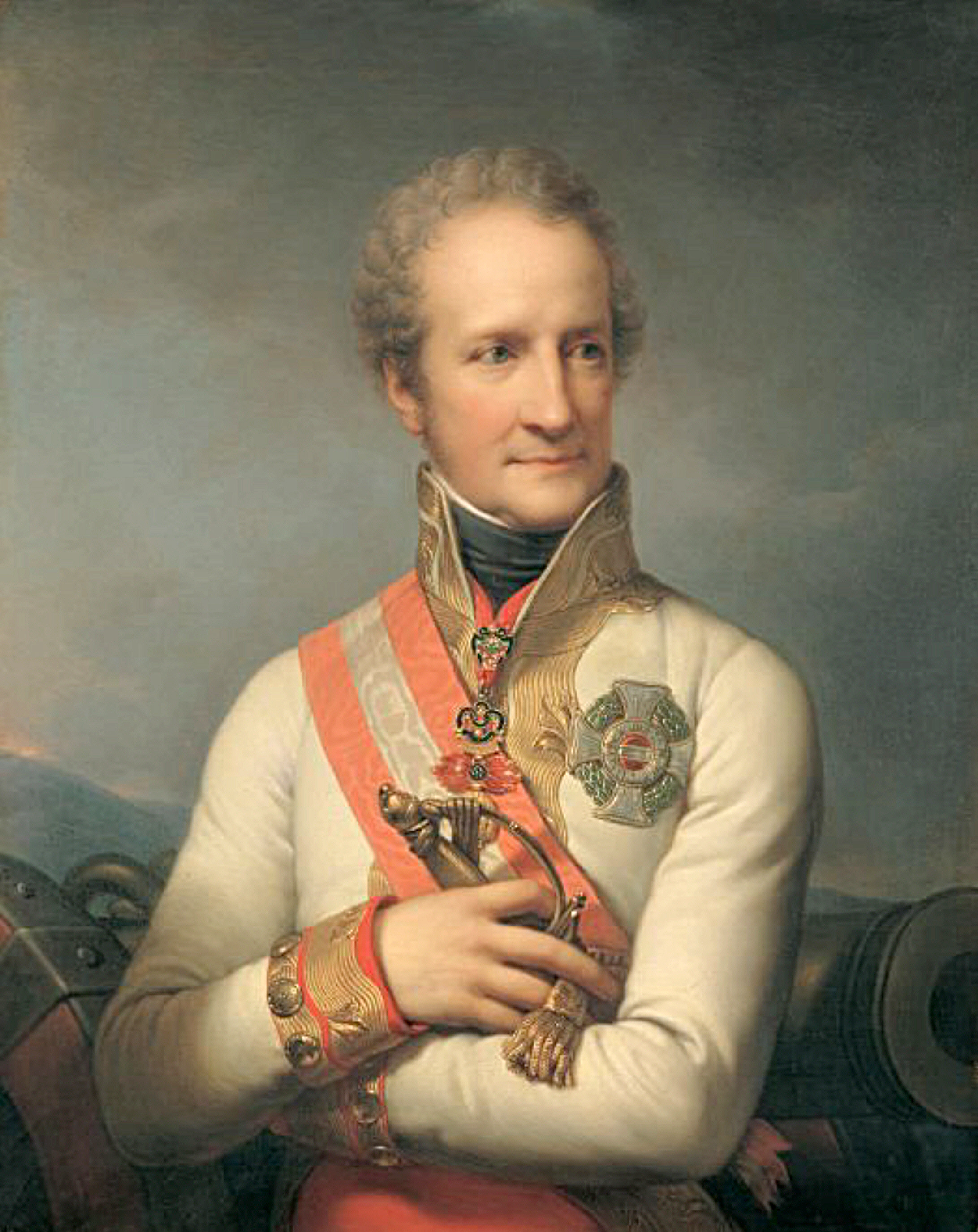
Ier corps de réserve, général Jean Ier de Liechtenstein.
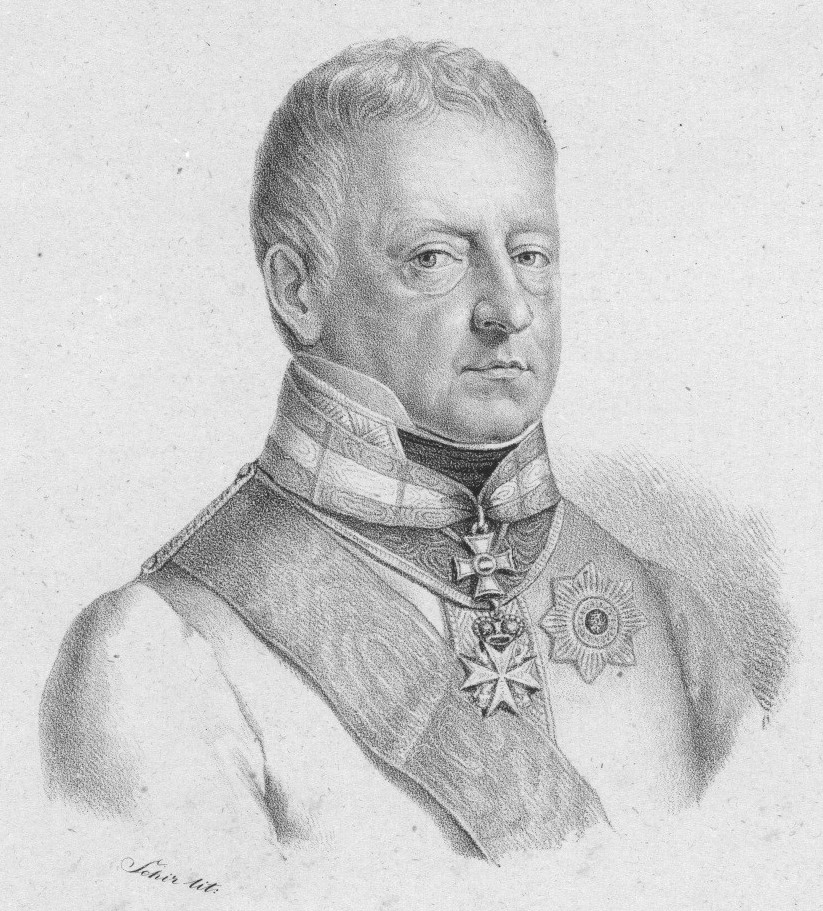
IIe corps de réserve, général Michael Kienmayer.

## Première phase
« J'arrive avec la rapidité de l'éclair… »

— Extrait de la proclamation de Napoléon à la Grande Armée au début de la campagne.

### Offensive autrichienne et arrivée de Napoléon
L'attaque autrichienne commença le 9 avril, précédée d'une note laconique de l'archiduc à l'ambassadeur français à Munich et au maréchal Lefebvre, dans laquelle le commandant de l'armée impériale et royale expliquait ses intentions. Les troupes autrichiennes, après avoir traversé l'Inn à Braunau dans la matinée du 10 avril, se portèrent sur l'Isar où se trouvaient les Bavarois du VIIe corps. L'objectif de la manœuvre était de rejoindre le Danube à Neustadt afin de couper en deux le dispositif français. Ce plan fut toutefois immédiatement contrarié par la lenteur de l'avance autrichienne : l'archiduc Charles mit six jours pour se porter avec le gros de ses forces sur la ligne de l'Isar, et ce n'est que le 14 avril que ses soldats attaquèrent le corps bavarois de Lefebvre à Landshut, le contraignant à se retirer. Pendant ce temps, les IIIe et Ve corps autrichiens établirent des têtes de pont sur la rivière tandis que plus au sud, le VIe corps du général Hiller franchissait l'Isar à Moosburg.

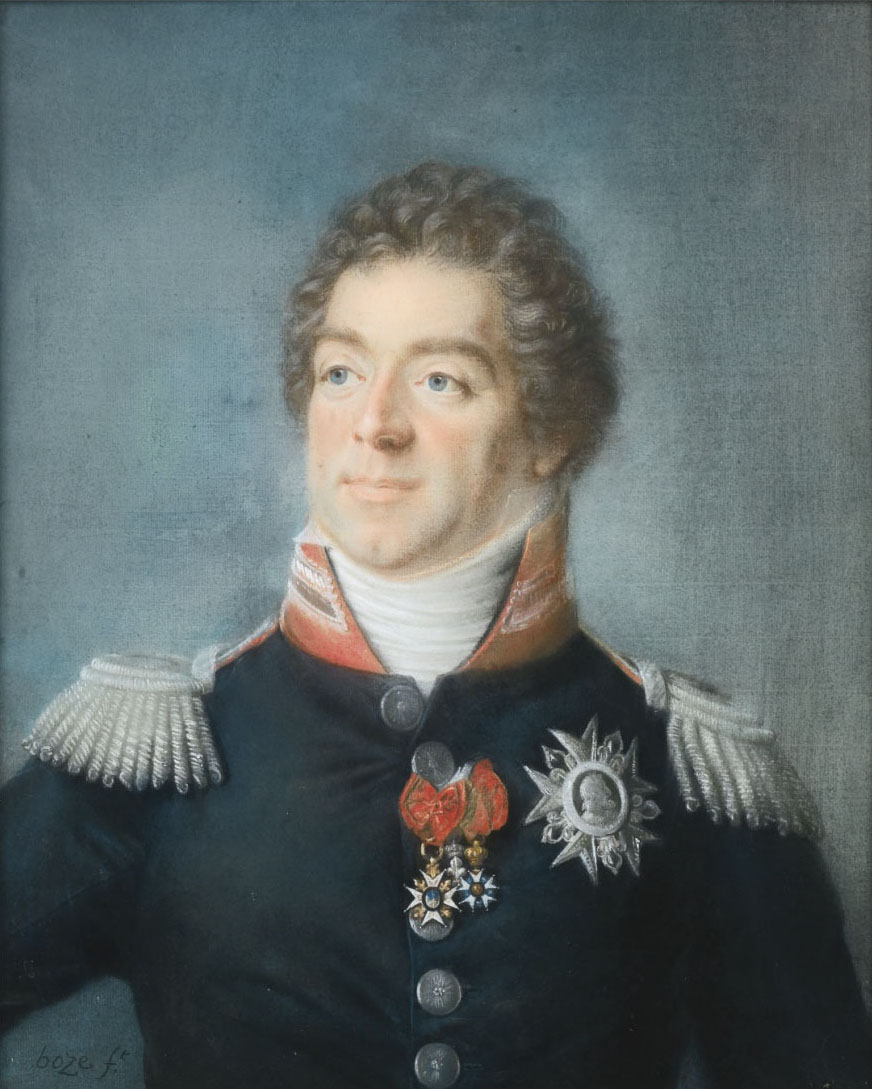
Le maréchal Louis-Alexandre Berthier révéla au début de la campagne de 1809 son incapacité à contrôler la situation avant l'arrivée de l'Empereur.

De son côté, le maréchal Berthier, informé du début de l'offensive autrichienne le 11 avril alors qu'il se trouvait à Strasbourg, se rendit de toute urgence à Donauworth où il arriva le 13. Estimant le regroupement de l'armée encore possible, bien que contraire aux ordres de Napoléon, le major-général donna ordre aux différents corps d'armée de se diriger sur Ratisbonne. Le maréchal Davout, qui, à l'annonce de l'attaque autrichienne, avait commencé à se replier prudemment vers Ingolstadt avec le IIIe corps, reçut l'ordre de revenir sur ses pas pour défendre Ratisbonne pendant que le général Oudinot et le maréchal Lefebvre, respectivement à la tête des IIe et VIIe corps, devaient se mettre en marche vers cette ville en repassant le Danube.
Les mauvaises dispositions prises par Berthier, qui menaçaient d'aggraver la dispersion des forces françaises et de les exposer à être attaquées séparément par les Autrichiens, semblaient provenir d'une mésinterprétation d'une lettre de Napoléon en date du 10 avril, et transmise le 13. Dans cette dernière, l'Empereur prévoyait de replier le corps de Davout sur Ratisbonne dans le cas où les Autrichiens décideraient d'anticiper leur offensive. En fait, dans un précédent message envoyé par télégraphe, mais qui, pour des raisons techniques, n'atteignit Berthier que le 16 avril, Napoléon ordonnait expressément de regrouper la Grande Armée entre Augusta et Donauwörth en cas d'attaque imminente de l'archiduc. Le 16, après deux jours de manœuvres confuses, le maréchal Berthier, complètement dépassé par la tournure des événements, exhorta son souverain à intervenir au plus vite afin de reprendre la situation en main.

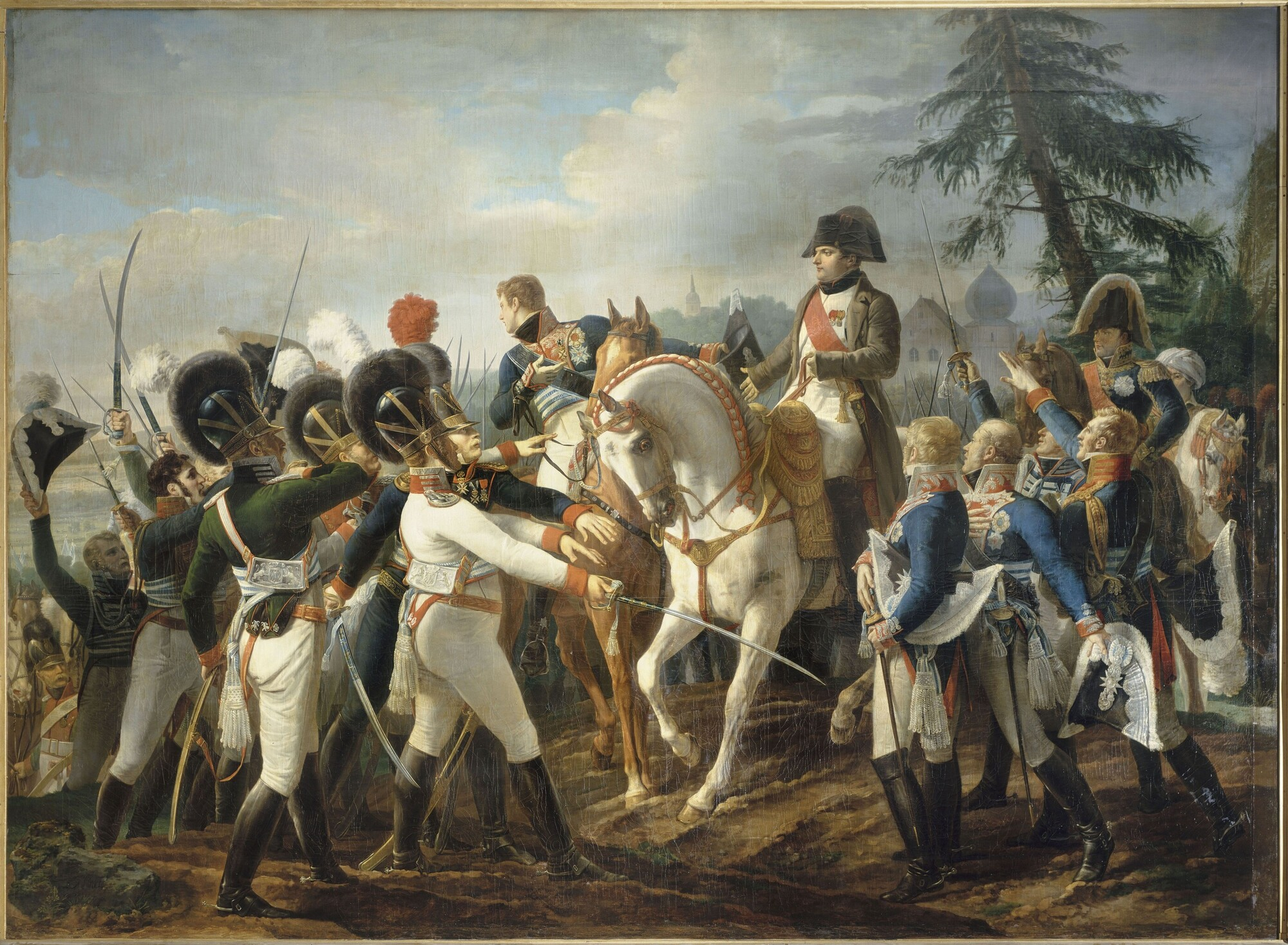
Napoléon acclamé par les troupes bavaroises et wurtembergeoises à Abensberg, le 20 avril 1809.

Napoléon avait quitté Paris le 13 avril et voyagé de jour comme de nuit jusqu'à Strasbourg où il arriva le 15, puis se rendit à Ludwigsbourg où, lors d'une entrevue avec le roi de Wurtemberg, il se montra optimiste et parla de « marcher sur Vienne ». L'Empereur reçut alors une dépêche de Berthier rapportant les dernières avancées de l'offensive autrichienne et la situation périlleuse du dispositif français. Consterné par les fautes de son chef d'état-major, Napoléon fit aussitôt expédier une missive réorganisant du tout au tout les dispositions prises par Berthier, à qui il écrivit : « il fallait faire juste le contraire de ce que vous avez fait ». Le lendemain à 10 h, il se remit en route, brûlant les étapes pour rejoindre ses soldats au plus vite.
L'Empereur arriva à Donauwörth le 17 avril à 6 h du matin ; le maréchal était absent et Napoléon, après avoir examiné la situation sur carte, émit une première série de dispositions visant à limiter la dispersion des différents corps d'armée. Comme il était trop tard pour concentrer l'armée sur le Lech, il ordonna au IIIe corps de Davout de passer sur la rive sud du Danube et, via Neustadt, de prendre immédiatement position entre Ingolstadt et Geisenfeld. Le VIIe corps de Lefebvre était chargé de contenir l'ennemi sur l'Isar afin de protéger la manœuvre. Napoléon, qui s'était entretenu la veille à Dillingen avec le roi de Bavière et lui avait annoncé qu'il rentrerait « sous peu de jours à Munich », apparut rasséréné ; ayant appris la direction prise par ses adversaires, il devint extrêmement confiant et estimait possible de détruire l'armée autrichienne et d'atteindre Vienne en un mois.
La nouvelle de l'arrivée de l'Empereur sur le front souleva l'enthousiasme chez les vétérans des campagnes précédentes, rassurés par la présence du « Tondu » ; grâce à un ordre du jour particulièrement exaltant dans lequel il annonçait son arrivée « avec la rapidité de l'éclair » et parlait de la « certitude de la victoire », Napoléon rehaussa la motivation des recrues et des contingents étrangers, parvenant une fois de plus à galvaniser l'ardeur de ses soldats. Tout en s'exposant à plusieurs reprises sur le terrain aux côtés de ses hommes qu'il encourageait par sa présence, Napoléon fit preuve d'une grande capacité de travail et élabora ses conceptions stratégiques avec son énergie habituelle ; sa considérable implication personnelle était appréciée au sein de la troupe qui rendait également hommage à son courage physique aux endroits décisifs du champ de bataille.

### De Teugen-Hausen à Abensberg
L'optimisme de Napoléon découlait de son analyse de la situation et des décisions prises par l'archiduc Charles. Le 17 avril, ce dernier, rendu confiant par les premiers succès, avait commencé à avancer sur le Danube. Dès le lendemain, cinq corps d'armée — les IIIe, IVe, Ve ainsi que les Ier et IIe corps de réserve — se dirigèrent en deux colonnes en direction de Kelheim afin de traverser le fleuve et attaquer le IIIe corps du maréchal Davout avec le soutien des deux corps d'armée laissés sur la rive nord, ces derniers étant couverts sur leur flanc gauche par le VIe corps de Hiller. Ayant été informé que Davout se trouvait déjà probablement sur la rive sud du Danube, l'archiduc modifia partiellement ses plans et décida d'attaquer les Français par le nord, faisant à cet effet traverser le fleuve au IIe corps du général Kollowrat.

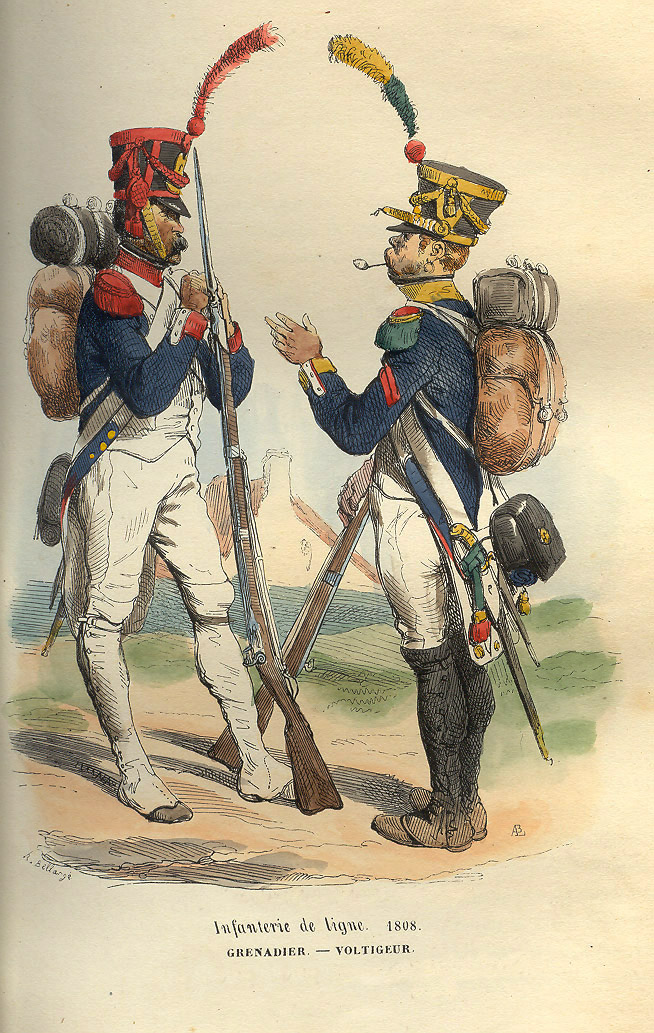
L'infanterie française en 1808 : grenadier et voltigeur.

Napoléon, devant l'évolution de la situation, crut encore possible de concentrer ses forces et de passer à l'offensive en menaçant les flancs de l'ennemi et reprendre ainsi l’initiative stratégique. Dans l'après-midi du 17 avril, de nombreux ordres furent envoyés aux différents corps afin d'exécuter la manœuvre de l'Empereur : en moins de 24 heures, plus de 170 000 soldats devaient se regrouper en trois grandes masses à l'est de l'Isar. Le VIIIe corps du général Vandamme devait partir pour Ingolstadt avec ses 13 000 Wurtembergeois et la division du général Demont ; le IIe corps d'Oudinot et le IVe corps de Masséna, en tout 57 000 hommes, devaient rejoindre Pfaffenhofen à marches forcées pour le 19 avril avant de se porter sur Freising et Landshut, directement sur les arrières des Autrichiens. Le maréchal Lefebvre, avec les Bavarois du VIIe corps, avait pour mission de maintenir la liaison entre les deux ailes de la Grande Armée et de couvrir la progression du IIIe corps de Davout. Celui-ci, après avoir laissé la division du général Friant à Ratisbonne, passerait sur la rive sud du Danube pour se replier sur Abensberg et Geisenfeld. Une fois ces manœuvres effectuées, les trois grandes masses françaises seraient en mesure de prendre l'offensive. En réalité, Napoléon sous-estimait l'importance des effectifs autrichiens déployés au sud du fleuve, qu'il évaluait à un seul corps d'armée ; en outre, Oudinot et Masséna étaient encore éloignés et ne pouvaient pas se trouver à Pfaffenhofen dans les délais fixés par l'Empereur.
Le maréchal Davout, qui se repliait le long de la rive sud du Danube avec ses quatre divisions, courait le risque d'être attaqué sur son flanc gauche vulnérable par l'énorme masse des troupes autrichiennes. Dans la matinée du 18 avril, Charles décida de profiter de l'occasion pour anéantir le corps d'armée français et ordonna de regrouper à Rohr les IIIe et IVe corps ainsi que le Ier corps de réserve, pendant que l'archiduc Louis, avec le Ve corps et le IIe corps de réserve, et le général Hiller, avec le VIe corps, étaient chargés de couvrir l'armée sur chaque flanc. Dans l'après-midi, Napoléon se rendit compte que Davout allait être assailli sur son aile gauche par au moins 80 000 soldats autrichiens et demanda en conséquence au maréchal Masséna de franchir immédiatement la rivière Ilm afin de se porter de toute urgence vers Landshut pour y menacer les communications de l'ennemi et l'obliger à modifier ses plans. Simultanément à ce mouvement sur les arrières de l'archiduc, l'Empereur ordonna de concentrer les IIIe, VIIe et VIIIe corps sur Abensberg afin d'être en mesure d'attaquer le centre du dispositif autrichien.

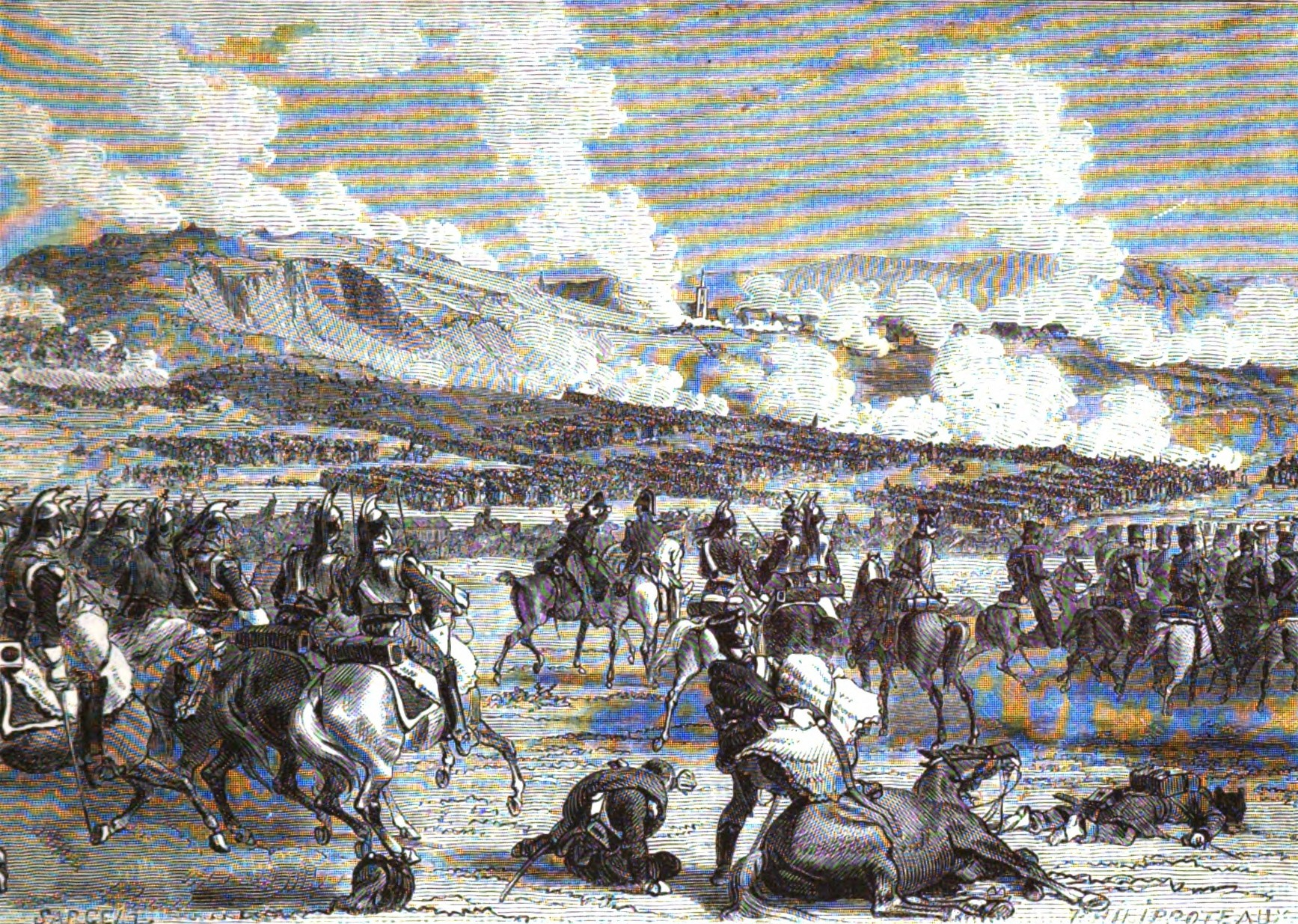
La bataille de Teugen-Hausen, le 19 avril 1809, s'acheva par la victoire des troupes de Davout sur le IIIe corps autrichien de Hohenzollern.

La « campagne des Quatre-Jours » débuta le 19 avril au matin, lorsque le IIIe corps de Davout acheva sa traversée du Danube pour s'avancer le long de la rive sud du fleuve en direction de Neustadt ; le maréchal, qui n'avait pas reçu les dernières instructions de Napoléon, disposait à ce moment de ses quatre divisions au complet, ayant récupéré la division Friant à Ratisbonne. La garnison de la ville se trouvait ainsi réduite à un petit contingent de 2 000 soldats que menaçaient déjà l'avant-garde du IIe corps autrichien de Kollowrat. Le premier contact entre la cavalerie de Davout et les colonnes autrichiennes approchant de Rohr eut lieu aux environs de Kelheim et d'Abbach. L'archiduc Charles avait imprudemment dispersé ses forces en envoyant le Ier corps de réserve de Liechtenstein au nord de Ratisbonne et le IVe corps de Rosenberg à Weilhoe. Les Autrichiens progressaient très lentement et seule une partie du IIIe corps de Hohenzollern put engager sérieusement les Français à proximité des villes de Teugen et Hausen. Furent impliquées dans cet affrontement les deux divisions d'arrière-garde du corps de Davout, commandées par les généraux Friant et Saint-Hilaire, soit 17 000 soldats au total ; composées de vétérans, ces formations, loin d'être prises en défaut par l'ennemi, continrent facilement les attaques du IIIe corps autrichien et lui infligèrent de lourdes pertes.
Au cours de l'engagement, les régiments de la division Saint-Hilaire rejetèrent la division autrichienne de Lusignan au sud de Teugen, de sorte que l'intervention de la division Friant permit aux Français de flanquer sur leur aile droite les troupes de Liechtenstein ; après une série de combats confus dans les bois au sud de Teugen, les forces françaises prirent le dessus et forcèrent les Autrichiens à se retirer sur Hausen. Alors que l'infanterie légère de Saint-Hilaire et de Friant repoussait le IIIe corps autrichien entre Teugen et Hausen, les deux autres divisions du IIIe corps de Davout, aux ordres des généraux Morand et Gudin, purent continuer leur marche vers l'ouest et repasser en toute sécurité le défilé de Saal pour se joindre près d'Abensberg aux VIIe corps de Lefebvre, qui s'était lui aussi replié sur l'Isar pour se soustraire à l'avancée du VIe corps autrichien de Hiller. L'archiduc Charles fut profondément dépité par son échec à Teugen-Hausen et décida de se replier en arrière du front afin de compléter le regroupement de son armée. Il ordonna dans cet objectif au Ve corps de l'archiduc Louis de se mettre en marche vers l'est de manière à se rapprocher des IIIe et IVe corps.
Napoléon passa la journée du 19 avril à Ingolstadt. En début d'après-midi, informé par Davout des combats en cours à Teugen et Hausen, il décida de renforcer son aile gauche en envoyant sur Vohburg les Wurtembergeois du VIIIe corps de Vandamme, avec ordre de soutenir Lefebvre, et demanda au général Oudinot de diriger aussi rapidement que possible la division Tharreau sur Neustadt. L'Empereur écrivit également au maréchal Masséna pour le presser d'accélérer sa marche en direction de Freising et de Landshut afin de couper les communications autrichiennes sur l'Isar. Napoléon, qui avait été rejoint à son quartier général par les maréchaux Lannes et Bessières, rentrés d'Espagne, apprit le même jour qu'un combat acharné se déroulait entre Bavarois et Autrichiens à Arnhofen. À minuit, il ordonna à Masséna, qui se trouvait à Pfaffenhofen avec le IVe corps, d'envoyer au nord la 2e division du corps d'Oudinot. Dans la nuit, à la lecture des rapports de Davout et de Lefebvre, Napoléon prit connaissance des événements de la journée ; ces deux maréchaux l'instruisaient de l'issue victorieuse de la bataille et affirmaient que les Autrichiens semblaient se retirer. L'Empereur, confiant et optimiste, pensa alors que la majeure partie des forces de l'archiduc avait été vaincue et qu'il était temps de lancer une offensive de grande ampleur afin d'encercler et écraser ses adversaires.

### Bataille d'Abensberg

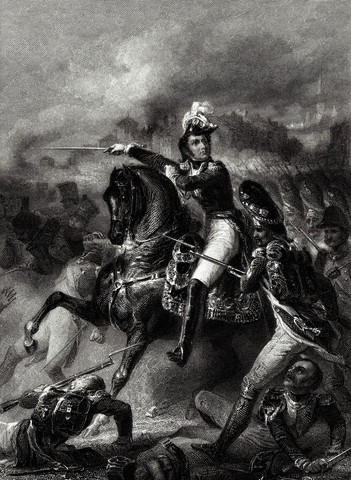
Le maréchal Jean Lannes, commandant du corps d'armée provisoire durant la guerre de la Cinquième Coalition.

La nouvelle stratégie formulée par Napoléon prévoyait de regrouper autour d'Abensberg, c'est-à-dire au centre du dispositif français, une force d'attaque qui serait placée sous les ordres du maréchal Jean Lannes. Ce dernier, revenu du front espagnol profondément découragé, avait retrouvé son enthousiasme et sa vigueur d'antan à l'issue d'un long entretien seul à seul avec l'Empereur. Le maréchal se voyait confier la direction d'un corps d'armée provisoire formé des divisions Morand et Gudin, soustraites pour l'occasion au IIIe corps de Davout, et des divisions de cavalerie lourde Nansouty et Saint-Sulpice ; cette force serait soutenue sur sa droite par les troupes bavaroises du VIIe corps de Lefebvre, le VIIIe corps du général Vandamme et les divisions Tharreau et Boudet du IIe corps. Lannes avait pour ordre d'attaquer entre Hausen et Siegenburg de manière à rompre le centre de la ligne autrichienne et, en passant par Rohr et Rottenburg, de se diriger sur Landshut pour y faire sa jonction avec le IVe corps de Masséna en marche depuis Freising. De cette façon, c'est du moins ce que pensait Napoléon, toute l'aile gauche autrichienne serait encerclée et anéantie. Pendant ce temps, le maréchal Davout, avec les deux dernières divisions du IIIe corps, celles de Friant et de Saint-Hilaire, devait rester sur la défensive entre Teugen et Abbach en attendant l'évolution de la situation sur les autres secteurs. L'Empereur, arrivé à Abensberg le matin du 20 avril pour superviser directement les opérations, avait prévu dans un second temps d'encercler les troupes autrichiennes restées isolées au sud du Danube, croyant que la garnison française de Ratisbonne avait déjà procédé à la destruction du pont.

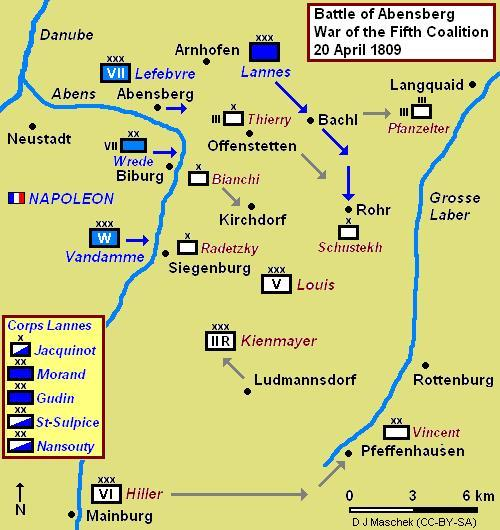
Carte de la bataille d'Abensberg, le 20 avril 1809, montrant la percée de Lannes à Bachl et Rohr.

Les défenses autrichiennes dans le secteur d'Abensberg, constituées d'unités des IIIe et Ve corps, étaient faibles et insuffisamment préparées. Les brigades des généraux Thierry et Pfanzelter, appartenant au IIIe corps, échouèrent à coordonner leur action et, intimidées par les prémices de l'attaque française et par la présence de soldats bavarois aux environs d'Offenstetten, reculèrent dans des directions différentes au matin du 20 avril ; l'offensive de Lannes rencontra par conséquent un succès immédiat. Les troupes du général Pfanzelter furent attaquées par la cavalerie française durant leur retraite sur Langquaid et essuyèrent des pertes tandis que le contingent isolé de Thierry se dispersa lors de son repli sur Rohr. Le général Schustekh, du Ve corps, tenta de se porter au secours de Thierry et de défendre Rohr, mais en vain. Le maréchal Lannes, parti de Bachl, conduisit ses troupes à la poursuite des Autrichiens ; la cavalerie lourde de Saint-Sulpice et l'infanterie du général Morand mirent en déroute les unités qui tentaient de résister et le général Thierry ainsi que de nombreux soldats autrichiens mirent bas les armes. Après avoir occupé Rohr et s'être avancés en direction de Rottenburg, les Français arrivèrent en périphérie de cette dernière ville à 4 h de l'après-midi.
Parallèlement à la progression du corps de Lannes sur Rottenburg, les forces de Bavière et de Wurtemberg avaient remporté des succès importants contre les Autrichiens ; tandis que deux divisions bavaroises et la division française Demont s'avançaient sur Rohr depuis Offenstetten, une autre division bavaroise, soutenue par un contingent wurtembergeois, attaqua une brigade autrichienne du Ve corps commandée par le général Bianchi et la força en début d'après-midi à évacuer Biburg après de durs combats. À 14 h, sur ordre de l'archiduc Louis, le Ve corps et le IIe corps de réserve effectuèrent un repli général et la brigade Bianchi se retira sur Schweinbach. L'arrière-garde menée par le général Joseph Radetzky se maintint sur Siegenburg avant de reculer à son tour en direction de Pfeffenhausen. Dans la soirée, les troupes de l'archiduc Louis, en proie au désordre et à la confusion, arrivèrent à Pfeffenhausen où elles firent leur jonction avec des éléments du VIe corps de Hiller. Ce dernier, initialement déployé sur le flanc gauche de l'armée autrichienne, s'était en effet replié sur Pfeffenhausen puis sur Rottenburg qu'il atteignit presque en même temps que les troupes de Lannes ; les Autrichiens parvinrent temporairement à contenir leurs adversaires avant d'être contraints de se replier plus au sud-ouest vers Türkenfeld. Hiller était désormais conscient que les VIe et Ve corps ainsi que le IIe corps de réserve étaient isolés du gros des forces de l'archiduc Charles et que les communications étaient rendues impossibles par la présence de Napoléon au centre du dispositif. Pendant la nuit, le général Hiller et l'archiduc Louis, jugeant qu'ils leur était désormais impossible de résister à une nouvelle attaque française, décidèrent de poursuivre leur retraite sur Landshut.

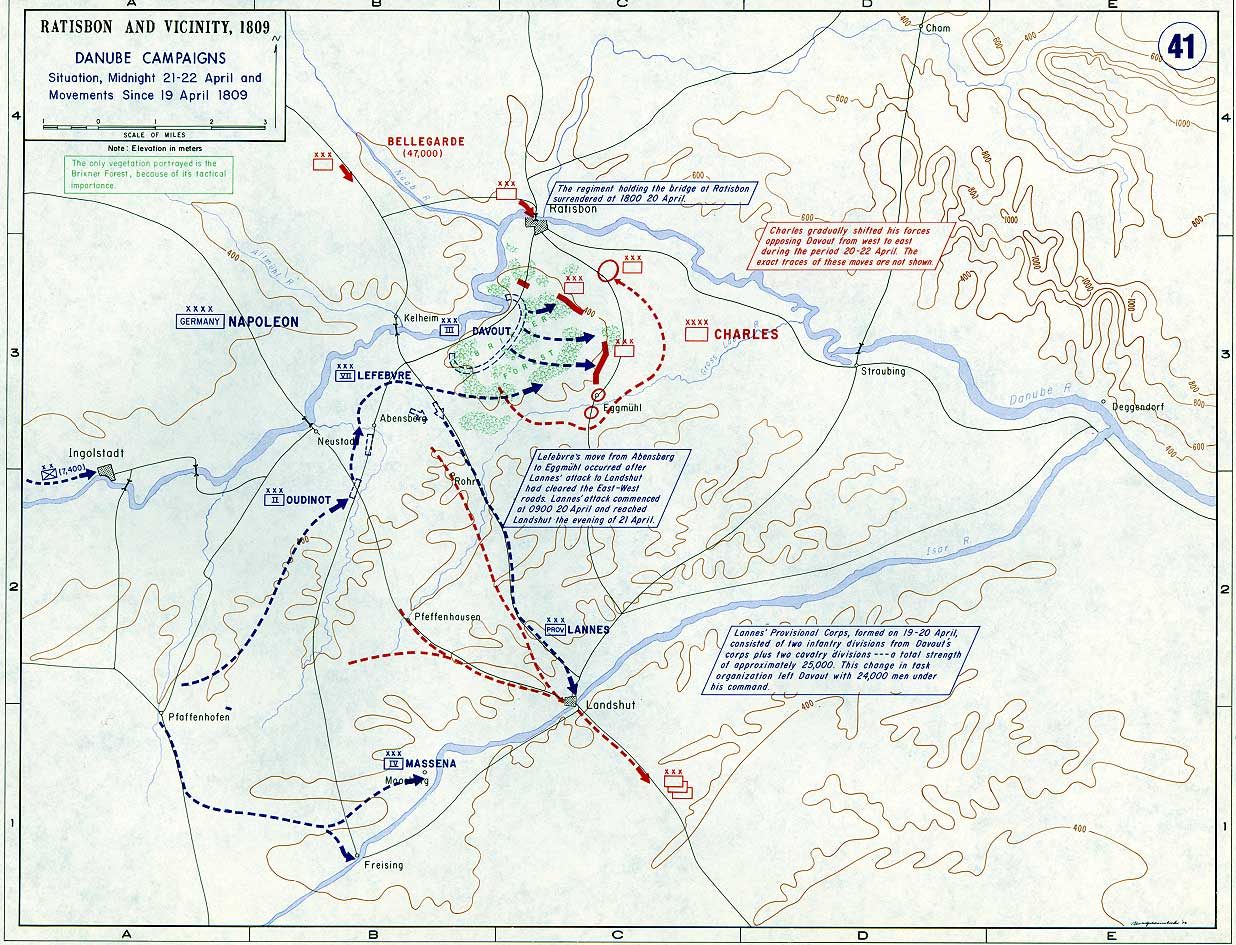
Carte des affrontements du 19 au 21 avril 1809.

La bataille d'Abensberg se terminait ainsi par une importante victoire française ; dans la soirée du 20 avril, Napoléon, qui pendant les combats s'était personnellement exposé afin de stimuler l'ardeur des contingents allemands, installa son quartier général à Rohr. Son armée était divisée en deux groupes, l'un entre Rohr et Rottenburg et l'autre entre Schweinbach et Pfeffenhausen. La réussite de la percée au centre du dispositif autrichien avait provoqué la dislocation des forces de l'archiduc en deux masses séparées. Le soir venu, les divisions Tharreau et Boudet du IIe corps d'Oudinot arrivèrent à Neustadt et le général Tharreau se remit immédiatement en marche avec ses soldats vers Pfeffenhausen pour y renforcer les troupes bavaroises. De son côté, le IVe corps du maréchal Masséna avait marché toute la journée afin de couper l'aile gauche autrichienne de sa ligne de retraite en barrant le passage de l'Isar. Toutefois, les difficultés rencontrées lors du franchissement de la rivière Amper ralentirent fortement sa progression et au soir du 20 avril, seule la division Claparède et une partie de la cavalerie avaient atteint Moosburg, à une vingtaine de kilomètres de Landshut, alors que la majeure partie du IVe corps se trouvait encore à Freising.
À l'issue des affrontements victorieux du 20 avril, Napoléon, toujours confiant et convaincu de pouvoir infliger à l'ennemi un « autre Iéna », pensait avoir définitivement battu la principale armée autrichienne et n'avoir plus affaire désormais qu'à des fragments brisés et épars. Il commença immédiatement à donner des ordres et à planifier les opérations à venir en vue de terminer la campagne sur un succès éclatant. L'Empereur informa notamment le maréchal Davout, dont il avait eu peu de nouvelles au cours de la journée, que la principale armée ennemie avait été vaincue et le chargeait d'attaquer l'arrière-garde autrichienne dans les plus brefs délais avec les divisions Friant et Saint-Hilaire, en marche vers Ratisbonne. Le maréchal, qui venait également de recevoir le renfort de la division Boudet, serait épaulé par son camarade Lefebvre avec une division bavaroise, la division Demont et plusieurs formations de cavalerie. Napoléon lui-même dirigeait les forces lancées sur Landshut à la poursuite des unités autrichiennes défaites à Abensberg, c'est-à-dire le corps provisoire de Lannes composé des divisions Morand et Gudin, la cavalerie du général Nansouty et deux divisions bavaroises. L'Empereur comptait par ailleurs beaucoup sur l'arrivée du IVe corps de Masséna le long de la rive droite de l'Isar pour bloquer le passage de la rivière et compléter ainsi l'encerclement des troupes autrichiennes.

## Seconde phase

### La manœuvre de Landshut

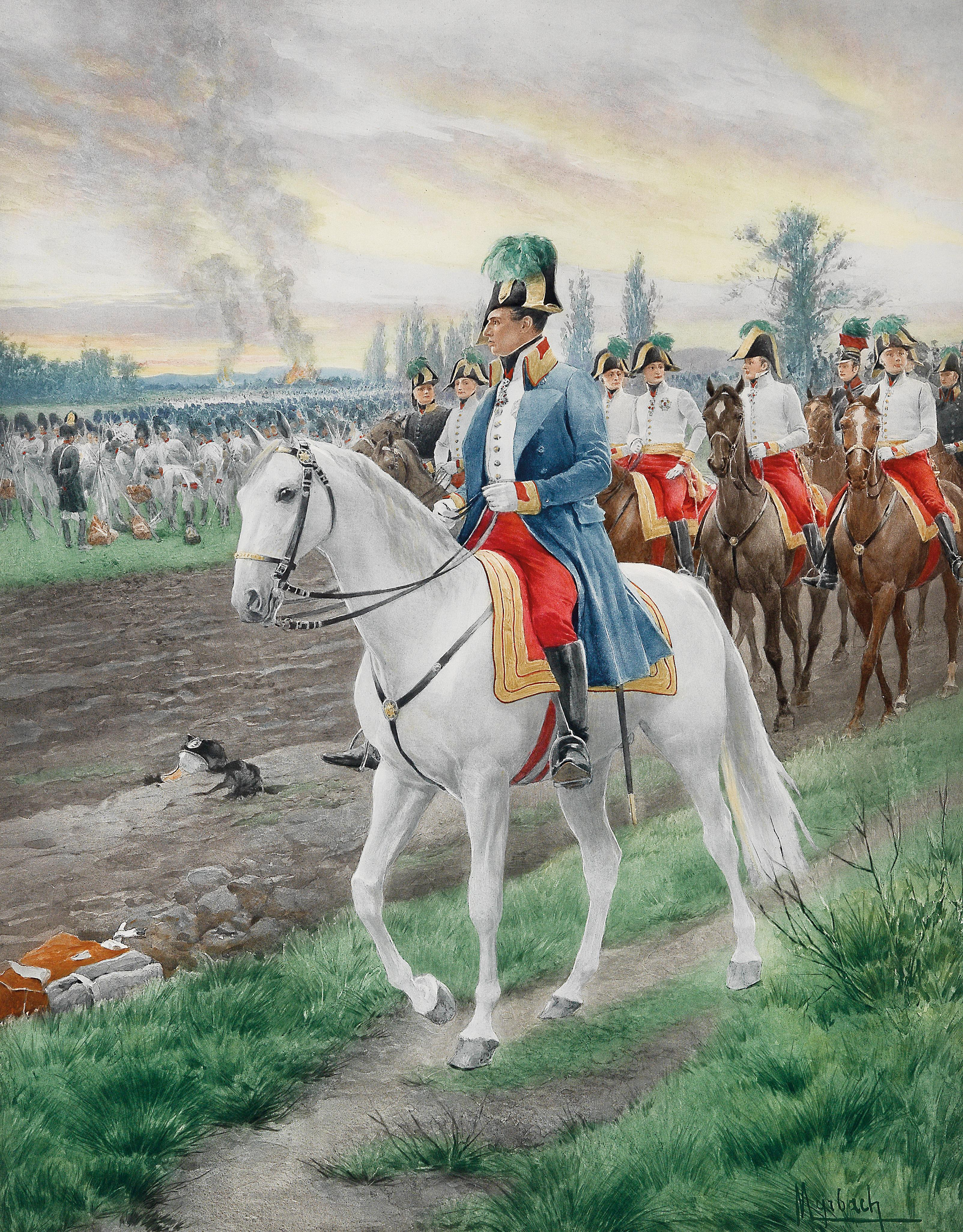
L'archiduc Charles et son état-major, par Felician Myrbach.

En réalité, Napoléon surestimait largement les résultats des premières batailles car la situation sur le terrain était loin d'être entièrement favorable aux Français : à Abensberg, l'Empereur avait battu non pas la principale armée autrichienne comme il le croyait mais seulement les deux corps d'armée formant l'aile gauche du dispositif de l'archiduc ; de même, à Teugen-Hausen, l'avant-garde du IIIe corps autrichien avait été seule engagée contre Davout tandis que le IVe corps de Masséna, accusant du retard, n'avait pas encore verrouillé le passage de l'Isar aux forces autrichiennes. En outre, la forteresse de Ratisbonne et son pont franchissant le Danube ne se trouvaient plus entre les mains des Français. Le 20 avril au matin, l'archiduc Charles avait en effet retiré le IIIe corps de Hohenzollern et le IVe corps de Rosenberg sur Dünzling et Leierndorf, avant de détacher vers le nord, en direction de Ratisbonne, le Ier corps de réserve du prince de Liechtenstein. À 18 h, la garnison française de la ville, forte de seulement trois bataillons d'infanterie sous le commandement du colonel Louis François Coutard, fut attaquée au sud par le Ier corps de réserve et au nord par le IIe corps du général Kollowrat. Les défenseurs se rendirent et les Autrichiens prirent possession de la cité ainsi que de l'imposant pont de pierre. Par ce succès, les communications autrichiennes entre les deux rives du Danube étaient rétablies et, pendant que le Ier corps du général Bellegarde demeurait sur la rive nord, le IIe fit mouvement au sud du fleuve afin de renforcer le corps de bataille principal de l'archiduc.
Dans la nuit du 21 avril, le général Hiller et l'archiduc Louis, après leur sévère défaite de la veille, décidèrent de se replier sur Landshut avec le IIe corps de réserve et les Ve et VIe corps. Serrées de près par les unités françaises de Lannes, les forces autrichiennes arrivèrent dans la ville à 5 h du matin. En dépit de la confusion ambiante et de la démoralisation des troupes, les deux ponts de Spital et de Lend, qui enjambaient l'Isar à l'intérieur de la ville, furent rapidement mis en état de défense tandis que les soldats poursuivaient leur marche vers le sud. À 7 h, le général Hiller apprit que le IVe corps de Masséna approchait depuis Moosburg et estima qu'il lui serait impossible de défendre longtemps le passage de l'Isar ; alors que de furieux combats de cavalerie se déroulaient au nord d'Altdorf, dans lesquels la cavalerie française et alliée eut le dessus, l'archiduc Louis se résigna à abandonner Landshut et à se replier sur les collines au sud de la rivière, laissant néanmoins trois bataillons dans la ville afin de défendre les ponts et ralentir l'avance française.
Les premières troupes françaises du corps de Lannes — deux bataillons d'infanterie de la division Morand — atteignirent la banlieue nord de Landshut alors que les Autrichiens n'avaient pas eu le temps de détruire complètement le pont de Spital. Le général Hiller décida de se replier dans le quartier de Zwischenbrücken, situé entre les deux ponts, mais les Français de la division Morand, soutenus par leurs alliés bavarois et wurtembergeois, lancèrent une attaque sur le pont nord, contraignant les trois bataillons autrichiens à abandonner leurs positions et à se retirer au sud de la ville par le deuxième pont. De nombreux équipements et du matériel furent perdus et la tentative de mettre le feu au pont de Lend échoua, mais les soldats de Hiller s'employèrent activement à défendre le passage en le barricadant de grosses pierres avant de se retrancher dans l'église et dans les édifices environnants.

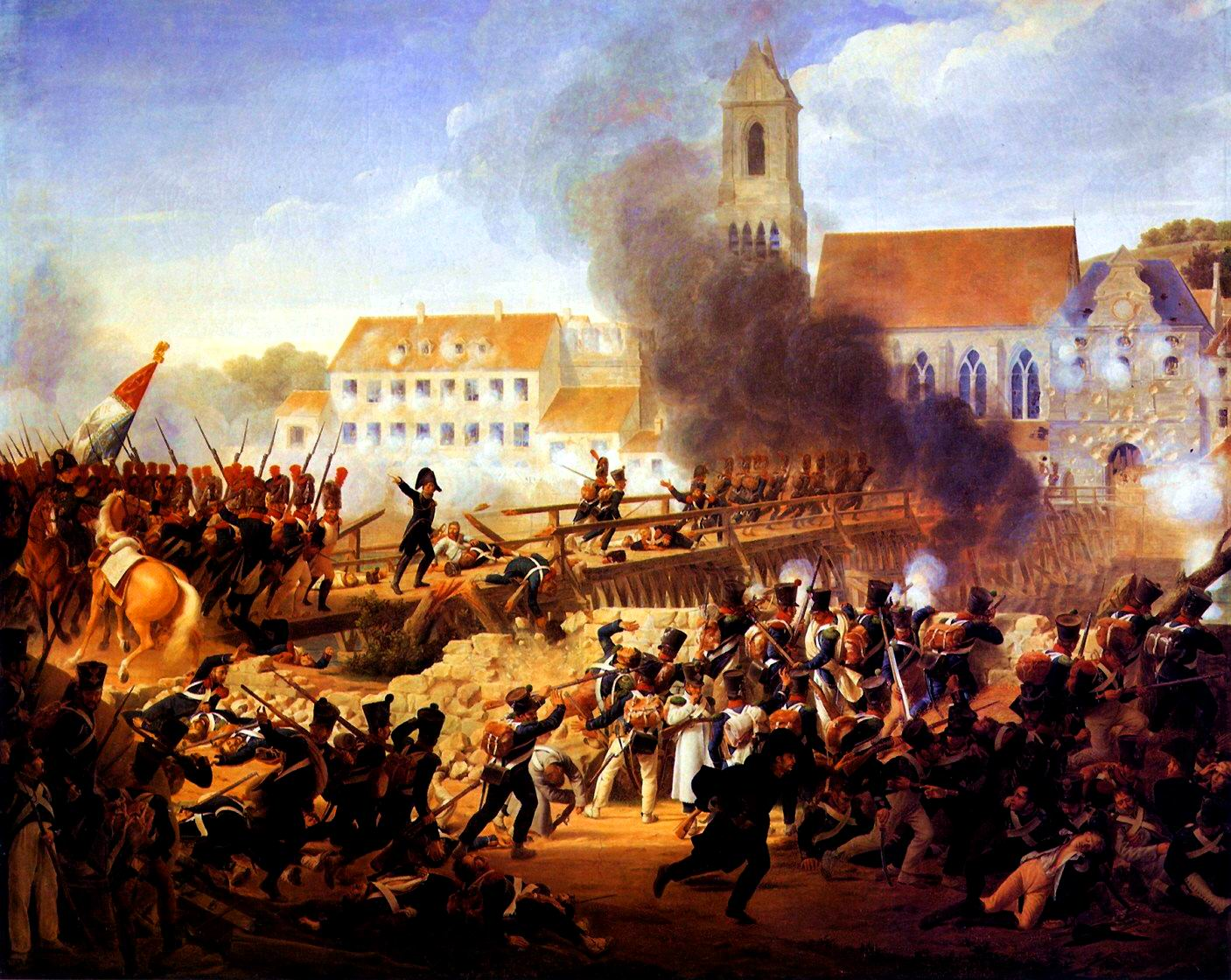
Le général Mouton menant l'attaque du 17e de ligne sur le pont de Landshut, le 21 avril 1809, par Louis Hersent.

Napoléon, arrivé à Landshut en compagnie de son état-major, fut irrité par la lenteur des opérations dans la ville et par le retard du IVe corps de Masséna qui n'avait toujours pas rejoint sa position sur la rive droite de l'Isar. Jugeant nécessaire de s'emparer des ponts afin d'engager l'ennemi et l'empêcher de fuir vers l'est avant l'arrivée du IVe corps, dont il était très mal renseigné sur la situation exacte, l'Empereur chargea son aide de camp, le général Georges Mouton, de mener une attaque frontale sur les positions autrichiennes avec le 17e régiment d'infanterie de ligne, qui faisait partie de la division Morand. Le général Mouton conduisit l'assaut avec vigueur : en dépit de leur infériorité numérique, ses soldats s'avancèrent à la baïonnette sur le premier pont et culbutèrent les Autrichiens dans Zwischenbrücken, puis, traversant le deuxième pont en feu, débouchèrent sur la rive sud en dépit de pertes sévères. Guidés par Mouton, les Français emportèrent les barricades, achevèrent la traversée du pont, firent irruption dans les rues de la ville et se jetèrent sur les Autrichiens, semant la panique chez les défenseurs.
Les soldats de Mouton, très vite renforcés par des unités bavaroises et wurtembergeoises ainsi que par le 13e régiment d'infanterie de ligne, parvinrent progressivement à vaincre la résistance des défenseurs, dont certains continuaient de se battre malgré le risque de se retrouver piégés dans la ville. La plupart de ces soldats autrichiens furent finalement capturés, mais leur contenance avait suffisamment ralenti la progression française pour permettre à l'artillerie de se replier et au Ve corps d'effectuer sa retraite en bon ordre. Landshut fut occupé par les Français le 21 avril vers 13 h. À la suite de ce succès, Napoléon fit l'éloge de ses troupes et entretint leur moral en passant à travers les rangs, mais en réalité l'Empereur était déçu de ne pas avoir réussi à encercler l'armée autrichienne, déplorant particulièrement le retard du IVe corps de Masséna. Hiller put se retirer avec ses troupes à la faveur de la nuit, après avoir perdu 8 000 hommes, onze canons et une importante quantité de matériel.
Napoléon établit son quartier général au château de Landshut tandis que son armée campait autour de la ville. L'Empereur reçut dans la journée des rapports alarmants en provenance du maréchal Davout qui l'informait qu'il se trouvait aux prises avec d'importantes forces ennemies, peut-être le gros de l'armée autrichienne. Napoléon ne fut pas immédiatement ébranlé par la nouvelle car il continuait de penser que la menace principale se trouvait dans son secteur, mais les renseignements recueillis sur les prisonniers confirmèrent que seuls les Ve et VIe corps autrichiens avaient combattu à Landshut ; en outre, il apprit dans la foulée que la ville de Straubing, sur le Danube, était aux mains des Autrichiens et que l'archiduc Charles était libre de se replier au nord du fleuve par cette localité. L'Empereur changea immédiatement ses plans et décida de faire marche vers le nord avec le gros de ses forces. L'aile droite reçut l'ordre de se porter sur Straubing tandis que le maréchal Lannes, à la tête du corps provisoire, devait progresser sur Rocking afin de contourner le flanc gauche des troupes ennemies qui faisaient face au maréchal Davout entre Teugen et Hausen. Les formations autrichiennes en retraite au sud de Landshut seraient poursuivies par un corps secondaire commandé par le maréchal Bessières, qui aurait sous ses ordres une division de cavalerie, une division bavaroise et la division française du général Molitor.

### Bataille d'Eckmühl

#### Affrontement du 21 avril

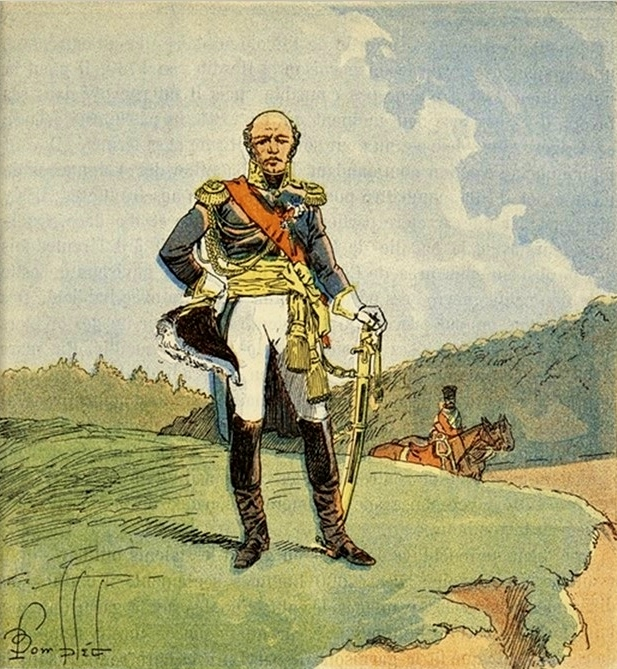
Le maréchal Louis Nicolas Davout, commandant en chef le IIIe corps d'armée français.

Le matin du 21 avril, conformément aux ordres de Napoléon, le maréchal Davout attaqua ce qu'il considérait comme des éléments de l'arrière-garde ennemie. Il s'agissait en réalité des IIIe et IVe corps autrichiens mais ces derniers furent tout de même mis en difficulté par l'attaque française. Les divisions Friant et Saint-Hilaire, progressant au nord de la Grosse Laaber, rejetèrent les troupes du général Stutterheim (IVe corps) tandis qu'à l'issue d'une série d'affrontements, le général Rosenberg, commandant le IVe corps, parvint à stabiliser ses lignes à hauteur des villages d'Unterlaichling et Ober Laiching. Au sud, le IIIe corps de Hohenzollern fut accroché par les forces du maréchal Lefebvre, composées de cavalerie lourde, d'une division bavaroise et de la division française Demont, et dut se replier sur Schierling.  
La prise de Ratisbonne ayant permis de rétablir les communications avec les deux corps d'armée située sur la rive nord du Danube, l'archiduc Charles avait prévu de regrouper ses forces et de passer à l'offensive le 22 avril, mais les combats survenus au matin du 21 l'obligèrent à modifier ses plans. Informé que le général Rosenberg s'était retiré avec le IVe corps sur Unter et Ober Laiching, le général en chef ordonna au IIIe corps de Hohenzollern de se replier à son tour sur la rive nord de la Grosse Laaber et, en passant par Eckmühl, de prendre position sur les arrières du IVe corps. Le général Liechtenstein reçut également l'ordre de se porter avec le Ier corps de réserve sur Wolkering afin de renforcer le flanc droit du IVe corps. Conformément à ses instructions, Hohenzollern se retira en abandonnant Schierling, mais le général Rosenberg, préoccupé par cette manœuvre qui rendait son flanc gauche particulièrement vulnérable, déploya ses troupes entre Unter et Ober Laiching dans des champs parsemés de bois. Le dispositif autrichien s'organisa de la façon suivante : cinq bataillons au nord et dans le village d'Ober Laiching, couverts sur leur flanc nord par deux autres bataillons ; un bataillon dans Unterlaichling et enfin la cavalerie et l'infanterie légère au sud. L'artillerie fut placée au sommet des collines environnantes de manière à sécuriser la zone par son feu.
Le maréchal Lefebvre, dont les troupes s'avançaient à la droite du IIIe corps de Davout, profita de l'évacuation de Schierling par les Autrichiens de Hohenzollern pour envoyer la division Demont franchir la Grosse Laaber à Leiendorf et marcher sur la ville, qui n'était plus défendue que par quelques formations d'arrière-garde. La première attaque sur Schierling, menée par les troupes bavaroises, fut toutefois repoussée et seule l'intervention d'un bataillon français permit d'occuper le village, tandis que plus au sud, une partie de la division Demont progressa jusqu'au ruisseau Allersdorf. Simultanément, au nord, le maréchal Davout se prépara à affronter les défenses du IVe corps autrichien en déployant le général Saint-Hilaire devant Unter et Ober Laiching pendant que le général Friant avançait sur l'aile gauche en direction des villages de Dünzling et Obersanding.
L'aile gauche du corps de Davout, jusqu'à Teugen et Abbach, n'était défendue que par la division de cavalerie légère du général Montbrun et se trouvait par conséquent relativement exposée. Au cours de la matinée, des signes d'une importante concentration de forces autrichiennes furent détectés dans cette direction et le maréchal Davout envoya à 11 h un premier rapport à Napoléon dans lequel il le tenait au courant du déroulement des opérations et l'informait de la chute de Ratisbonne. Il lui demandait également des renforts afin de contenir l'attaque de plus en plus probable du gros de l'armée autrichienne. Le maréchal renforça dans le même temps son côté gauche en transférant dans ce secteur, en appui de Montbrun, la division du général Boudet fraîchement arrivée.

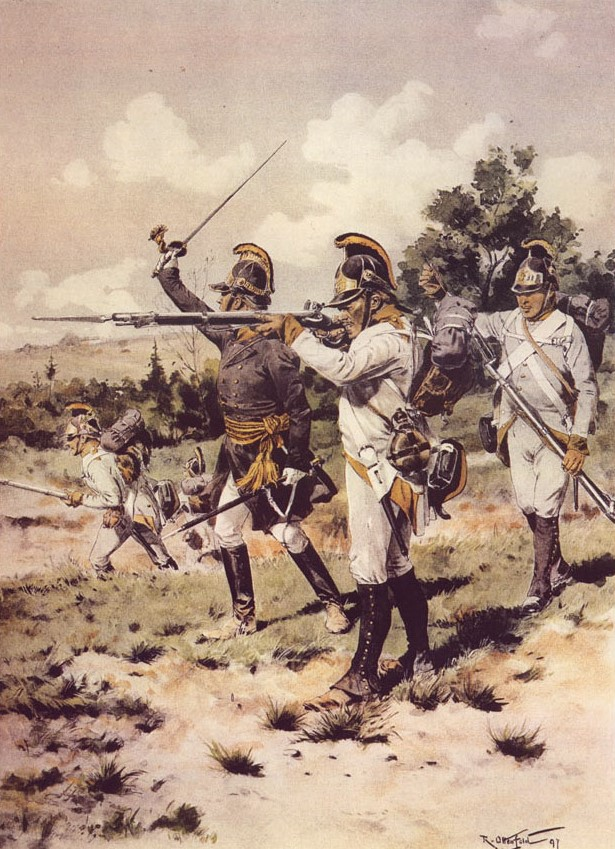
Officier et soldats de l'infanterie autrichienne en action, par Rudolf Otto von Ottenfeld.

Conscient qu'il allait devoir faire face à des forces autrichiennes considérables, Davout entendait cependant conserver l'initiative en tirant notamment parti du terrain boisé et vallonné entre Obersanding, Unter et Ober Laiching et Schierling, particulièrement favorable à l'emploi de son infanterie légère. Il comptait en effet beaucoup sur celle-ci pour résister à la poussée du gros des troupes de l'archiduc en attendant l'arrivée des renforts demandés à l'Empereur. Tandis que l'infanterie légère ferait valoir sa supériorité habituelle en rase campagne entre Obersanding et Ober Laiching, Schierling serait occupé sur le flanc droit par les troupes du maréchal Lefebvre alors que sur le flanc gauche, le général Friant serait renforcé par la cavalerie du général Montbrun qui, après avoir laissé de petits détachements entre Abbach et Peising, irait prendre position dans le secteur de Dünzling. L'opération fut exécutée dans l'après-midi du 21 avril et la cavalerie française atteignit son point de rendez-vous à 15 h 30.
Les hostilités débutèrent du côté français lorsque la division Saint-Hilaire, marchant sur Unterlaichling, repoussa trois compagnies autrichiennes et parvint à occuper le village. L'intervention de renforts ennemis la contraignit cependant à reculer et à évacuer temporairement les positions conquises. Un tir de barrage massif de l'artillerie autrichienne bloqua l'avancée des troupes franco-bavaroises dans ce secteur. Le village d'Ober Laiching fut également attaqué par le 3e régiment d'infanterie de ligne. Celui-ci semblait devoir l'emporter, mais la résistance d'un bataillon de grenzers appuyé par trois autres bataillons autrichiens parvint finalement à enrayer sa progression. Le reste de la journée fut marqué par de violents duels d'artillerie et par d'âpres combats locaux dans les bois à l'ouest d'Unter et d'Ober Laiching.
Plus au nord, le 15e régiment d'infanterie légère de la division Friant expulsa les grenzers des bois au nord d'Ober Laiching et les força à se replier sur Obersanding. Renforcés par deux bataillons de troupes fraîches, les grenzers réussirent finalement à stopper leurs adversaires et même à contre-attaquer. Des affrontements confus et indécis continuèrent à avoir lieu dans ce secteur avec l'afflux de nouvelles troupes françaises et autrichiennes. En définitive, les combats s'interrompirent sans résultats significatifs et les Autrichiens parvinrent à maintenir leurs positions à la lisière orientale des bois. En fin de matinée, l'archiduc Charles, ayant fixé son quartier général à Hohenberg, s'inquiéta de l'intensité des attaques dirigées contre ses forces et jugea nécessaire de renforcer le IVe corps de Rosenberg. Il ordonna de fait à Liechtenstein de se porter en avant avec le Ier corps de réserve et décida d'employer le IIIe corps de Hohenzollern pour consolider les points affectés du dispositif. Le IIIe corps, en abandonnant Schierling, avait laissé le gros des brigades Vukassovich et Bieber sur la rive sud de la Grosse Laaber afin de couvrir Eckmühl. L'archiduc Charles amplifia ces dispositions en ordonnant au prince de Hohenzollern d'envoyer une brigade au nord sur Neueglofsheim et la brigade Kayser à l'ouest pour participer à la défense d'Unter et d'Ober Laiching aux côtés du IVe corps.
L'archiduc Charles dut intervenir personnellement pour stabiliser la situation du IVe corps : ordonnant au général Kollowrat d'achever en urgence le déploiement du IIe corps au sud du Danube, il dépêcha trois bataillons au nord d'Ober Laiching où ces derniers parvinrent à arrêter les Français de la division Friant qui avaient repris leur progression vers Obersanding. Après une série d'attaques et de contre-attaques, la bataille s'interrompit et l'archiduc Charles, dont l'engagement du 21 avril avait coûté 3 300 tués ou blessés à ses troupes contre 1 900 tués ou blessés du côté français, considérait désormais la position du IVe corps comme relativement sûre. À 19 h, le maréchal Davout chargea le général Piré d'aller rencontrer Napoléon à Landshut afin de tenir l'Empereur au courant des événements et lui demander des instructions pour le lendemain. Davout, qui pensait toujours se trouver en présence du gros des forces autrichiennes, se déclarait inquiet pour son flanc gauche accoudé au Danube et fit également savoir que ses soldats allaient bientôt être à court de munitions.
Dans la soirée du 21 avril, l'archiduc Charles reçut le premier rapport concis et plutôt confus du général Hiller à propos des combats qui s'étaient déroulés sur l'aile gauche. Le général en chef autrichien était à cette heure persuadé d'affronter le gros de l'armée française dirigée par Napoléon en personne et estima que Hiller serait en mesure de défendre la ligne de l'Isar pendant qu'il concentrerait ses forces pour faire face à l'ennemi, qu'il pensait regroupé entre Abbach et Peising. L'objectif de l'archiduc était de lancer une attaque de grande envergure sur l'aile droite pour couper l'armée française du Danube, tandis que Rosenberg défendrait Eckmühl et la ligne de la Grosse Laaber avec les brigades Bieber et Vukassovich du IIIe corps et était chargé de traverser la zone comprise entre Unterlaichling et Obersanding avec le IVe corps. L'attaque principale devait s'effectuer en trois colonnes : la première, constituée du IIe corps du général Kollowrat, devait descendre de Ratisbonne et attaquer le 22 avril à partir de 14 h en direction d'Abbach ; la deuxième, conduite par le général Liechtenstein, devait entamer sa marche vers 13 h de Gebelkofen vers Weillohe ; enfin la troisième colonne, formée des troupes restantes du IIIe corps commandé par le prince de Hohenzollern, s'avancerait depuis Dünzling jusqu'à Peising. Au total, l'archiduc, qui disposait en outre d'une réserve de 15 600 hommes, déploya 18 000 soldats sur le flanc gauche entre Eckmühl et Obersanding, cantonnés à un rôle purement défensif, alors que la masse offensive forte de près de 50 000 hommes fut concentrée au centre et à droite du dispositif autrichien.

#### Affrontement du 22 avril
Le général Piré rencontra Napoléon à Landshut au matin du 22 avril ; l'Empereur apprit alors de façon précise la situation du maréchal Davout et ses appréciations sur la disposition des forces ennemies. À 2 h 30, Napoléon, croyant que l'archiduc Charles était toujours déterminé à battre en retraite sur Vienne, ordonna d'envoyer la plus grande partie des troupes sur Passau alors que le IIIe corps serait initialement renforcé par le VIIIe corps du général Vandamme qui devait marcher sur Ergeltsbach afin d'entrer en contact avec l'aile droite du corps de Davout. Toutefois, des nouvelles en provenance de Davout confirmèrent que les Autrichiens ne manifestaient aucunement l'intention de se retirer et le général Saint-Sulpice, envoyé en reconnaissance avec sa cavalerie, indiqua qu'il avait identifié des colonnes ennemies dans le secteur de Straubing et de Landau. Ces renseignements bouleversèrent les évaluations stratégiques de Napoléon qui modifia immédiatement ses plans.

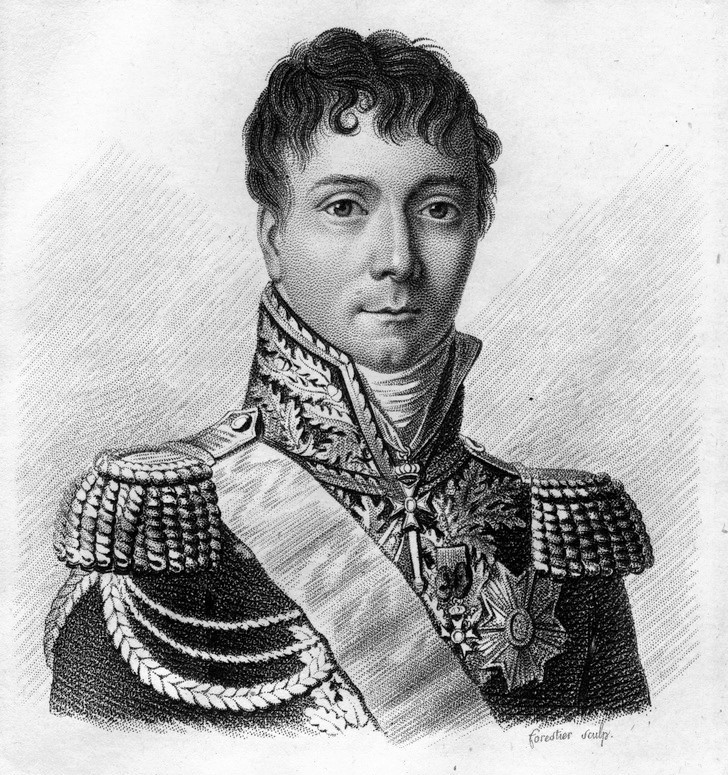
Le général Charles Étienne Gudin, commandant une division du IIIe corps de Davout.

Napoléon décida de se rendre à marches forcées vers le nord en direction d'Eckmühl avec le gros de ses forces afin de tomber par le flanc et l'arrière sur les troupes de l'archiduc pendant que celles-ci seraient accrochées frontalement par Davout. Dans une lettre adressée à celui-ci, rédigée à 4 h du matin, Napoléon l'informait de ses intentions et lui promettait d'arriver sur le champ de bataille à midi avec les 40 000 soldats du corps de réserve de Lannes et du IVe corps du maréchal Masséna ; seules les troupes du maréchal Bessières devaient continuer à poursuivre les Autrichiens de Hiller. L'Empereur comptait écraser l'armée autrichienne « aujourd'hui ou demain au plus ». Napoléon fit preuve de son dynamisme habituel en accélérant au maximum la progression de son armée vers le nord ; les soldats du corps de Lannes parcoururent ainsi entre 27 et 32 km dans la matinée du 22 avril.
La journée du 22 avril commença avec un épais brouillard qui empêcha de mener des reconnaissances précises jusqu'à 8 h du matin. Le général Rosenberg, commandant le IVe corps autrichien, semblait toutefois inquiet ; afin de parer à toute mauvaise surprise, et profitant de l'inaction apparente des troupes françaises déployées en face de lui, il envoya quelques-unes de ses unités occuper des positions près de Schierling, au sud-ouest d'Unterlaichling, et mit en garde l'archiduc Charles de la présence de cavalerie française dans son secteur. Plus tard dans la matinée, le commandant du IVe corps apprit, de façon plus préoccupante encore, que d'autres unités de cavalerie française se trouvaient à Ergeltsbach et semblaient progresser dangereusement vers le nord en direction d'Eckmühl. Le premier contact entre les forces de Napoléon en provenance de Landshut et les faibles lignes de défense autrichiennes encore présentes au sud de la Grosse Laaber, sur les collines de Lindach, survint entre 13 h et 14 h. Quatre bataillons wurtembergeois envoyés en avant-garde par le général Vandamme attaquèrent le village de Buchhausen, défendu par deux bataillons de grenzers et quatre escadrons de hussards. Après une série d'affrontements, le général autrichien Vukassovich se retira avec ses troupes au nord de la rivière, laissant les grenzers défendre le pont et le village d'Eckmühl. La deuxième brigade autrichienne commandée par le général Bieber prit position sur le flanc gauche dans le village de Rogging.

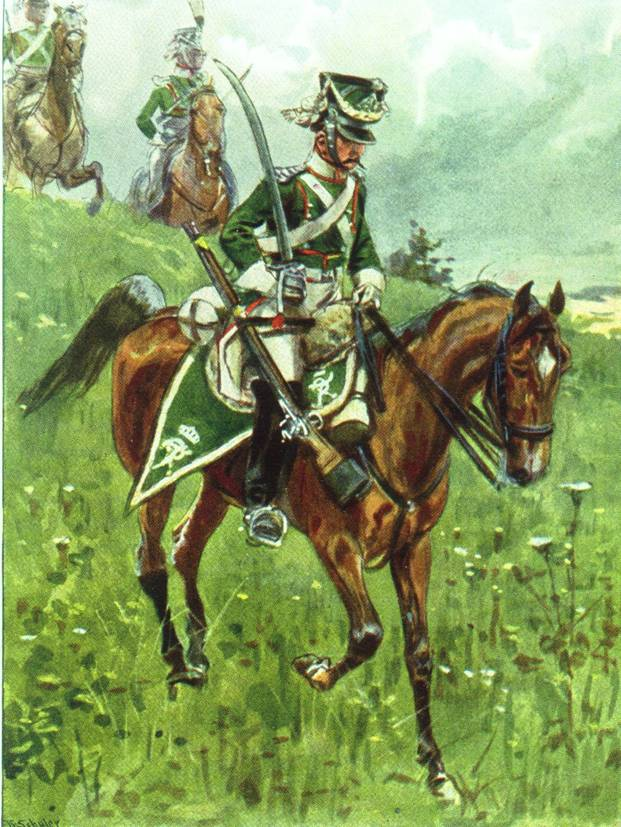
Dragon wurtembergeois du régiment Kronprinz en 1809. Les contingents allemands de la confédération du Rhin participèrent activement aux opérations aux côtés des troupes françaises.

Les troupes françaises et alliées couronnèrent rapidement les hauteurs au sud de la Grosse Laaber. Une fois sur place, Napoléon observa le champ de bataille et en particulier les lignes du maréchal Davout au nord-ouest. Soucieux d'accélérer le déroulement des opérations, il décida d'attaquer en force l'aile gauche autrichienne. Selon le plan élaboré par l'Empereur, les Wurtembergeois devaient avancer vers le nord, conquérir le pont sur la rivière et prendre d'assaut le village d'Eckmühl, afin de permettre à la cavalerie de déboucher sur la rive nord. Napoléon ordonna par ailleurs au maréchal Lannes de progresser à droite avec les divisions Morand et Gudin dans le but de franchir la Grosse Laaber, occuper Rogging et tenter de contourner le dispositif autrichien par le flanc et l'arrière.
Le maréchal Davout, après avoir entendu le bruit de la canonnade au sud-est, prit l'initiative et, à 14 h, lança une attaque frontale sur les lignes ennemies. La division du général Friant fit mouvement sur Obersanding pendant que celle du général Saint-Hilaire se portait sur Unterlaichling. Les troupes bavaroises se dirigèrent également au sud du village et la division du général Demont progressa sur la rive nord de la Grosse Laaber en direction d'Eckmühl, suivie d'une autre division bavaroise venue de Langquaid et Schierling. De son côté, Napoléon avait achevé de masser le gros de ses forces contre l'aile gauche autrichienne et il ordonna l'attaque générale à 15 h ; le général Gudin se déplaça sur la droite avec sa division pour trouver un point de passage sur la Grosse Laaber près de Rogging alors que les unités wurtembergeoises, composées d'infanterie légère, attaquèrent directement le pont et le village d'Eckmühl. À 16 h, une salve de dix canons tirée par la division Gudin, constituant le signal convenu préalablement avec l'Empereur, informait le maréchal Davout du début de l'offensive.
Rosenberg était au courant que les forces françaises s'étaient regroupées sur son flanc gauche et il informa l'archiduc Charles du caractère dangereux de la situation ; il chercha également à renforcer les défenses de la Grosse Laaber en envoyant des renforts à la brigade Vukassovich. La lutte pour le pont et le village d'Eckmühl fut rude et les grenzers autrichiens se battirent courageusement contre l'infanterie légère wurtembergeoise, repoussant leurs adversaires par deux fois. À la troisième tentative, les soldats allemands s'emparèrent finalement du pont avant de livrer un combat acharné aux défenseurs à l'intérieur de la ville, dans les rues et à proximité du château. Un bataillon du 12e régiment de ligne français appartenant à la division Gudin, qui avait traversé la rivière à son tour, vint se joindre aux assaillants et les défenses autrichiennes furent submergées : le pont et la ville d'Eckmühl furent conquis et 300 soldats autrichiens capturés.
Pendant que le combat faisait rage pour la possession d'Eckmühl, Napoléon avait lancé sur la droite les deux divisions du corps d'armée provisoire du maréchal Lannes et massé au sud de la Grosse Laaber cinquante-trois escadrons de cavalerie qui se tenaient prêts à traverser la rivière. À la suite du succès remporté par les troupes légères wurtembergeoises, les divisions de cavalerie de Nansouty et de Saint-Sulpice franchirent le cours d'eau et se regroupèrent sur la rive nord avec les unités de cavalerie bavaroises et wurtembergeoises. Simultanément, le général Gudin découvrit un point de passage sur la Grosse Laaber à Stangmühl, à mi-chemin entre Eckmühl et Rogging. Les troupes françaises traversèrent la rivière à cet endroit et repoussèrent les avant-postes de la brigade Bieber.

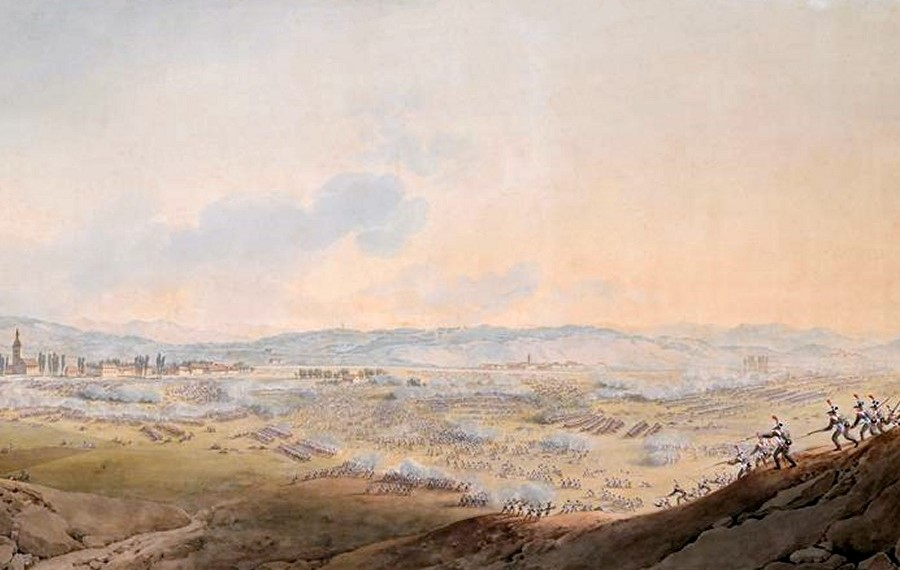
La bataille d'Eckmühl, le 22 avril 1809, à 6 heures du soir. Tableau de Giuseppe Pietro Bagetti.

Entre 13 h et 14 h, depuis son quartier général de Thalmassing, l'archiduc Charles fut informé par le général Rosenberg de l'arrivée d'importantes forces françaises sur la route de Landshut ; prenant enfin conscience du péril qui le guettait au sud, le général en chef réalisa qu'il n'avait pas le temps de redéployer son dispositif alors même que ses troupes étaient déjà engagées contre Davout. Voulant éviter que l'affrontement ne dégénère en une gigantesque bataille rangée, l'archiduc confia au IVe corps de Rosenberg la difficile mission de contenir l'offensive de Napoléon et de regrouper ses forces pour se replier ensuite au nord du Danube via le pont de Ratisbonne. Vers 14 h, l'archiduc Charles chargea en conséquence le général Rosenberg de livrer un combat retardateur avec ses 18 000 hommes tandis que les autres commandants reçurent l'ordre d'arrêter leur marche et de commencer à se replier immédiatement sur Ratisbonne.
La phase décisive des combats débuta le 22 avril à partir de 16 h. Pendant que la cavalerie française et alliée se regroupait sur la rive nord de la Grosse Laaber, le maréchal Davout essaya de coordonner ses attaques avec l'offensive des troupes commandées directement par l'Empereur, mais ses divisions se heurtèrent à une résistance autrichienne déterminée. La division du général Saint-Hilaire fit d'importants progrès et le 10e régiment d'infanterie légère s'empara du village d'Unterlaichling, à l'exception du cimetière dont les défenseurs furent expulsés un peu plus tard, avant de se diriger dans les bois où un combat intense opposa les soldats français à un régiment autrichien. Les Français étaient soutenus sur leur droite par des divisions bavaroises d'infanterie et de cavalerie qui repoussèrent plusieurs contre-attaques de la cavalerie autrichienne et contribuèrent à déloger les défenseurs des bois et du cimetière d'Unterlaichling. L'infanterie légère française et les fusiliers bavarois parvinrent finalement, au terme de durs combats, à refouler les deux régiments autrichiens de la brigade Stutterheim qui se retira en direction de Ratisbonne sur ordre du général Rosenberg.
Au nord d'Unterlaichling, l'attaque de la division Friant fut contrée par un bataillon de grenzers, mais les 108e et 111e de ligne repoussèrent l'ennemi, occupèrent Ober Laiching et se heurtèrent dans les bois aux troupes autrichiennes envoyées en renfort sur ce point. Le 48e de ligne se dirigea vers Obersanding afin de contourner l'aile droite du IVe corps de Rosenberg. Alors que Davout continuait d'attaquer frontalement les lignes autrichiennes au sud de la Grosse Laaber, la manœuvre d'enveloppement du flanc gauche autrichien par la division Gudin vit son exécution contrariée par la brigade Bieber, dont la résistance permit de ralentir la progression française au nord de la rivière. En définitive, les unités autrichiennes furent repoussées et, après avoir occupé les hauteurs de Rogging, les troupes françaises poursuivirent leur avance, malgré les combats retardateurs livrés par l'arrière-garde autrichienne. Le général Rosenberg considéra qu'il n'était pas possible de prolonger la résistance plus longtemps et ordonna à toutes les unités d'infanterie du IVe corps de se replier sur Thalmassing, la cavalerie et l'artillerie étant chargées de ralentir la poursuite française. La manœuvre de Napoléon, avec d'une part l'attaque frontale entre Eckmühl et Ober Laiching, et d'autre part les mouvements latéraux sur Obersanding et Rogging, selon l'un de ses schémas tactiques favoris, avait pleinement réussi.

### Retraite autrichienne et reconquête de Ratisbonne
En raison de la situation périlleuse du IVe corps, désormais en pleine retraite, l'archiduc Charles réalisa que la bataille était perdue et accéléra le repli de son armée vers Ratisbonne pour se mettre en sécurité sur la rive nord du Danube. La manœuvre, ordonnée le 22 avril entre 17 h et 18 h, fut exécutée dans la nuit du 23, sous la protection de la cavalerie lourde positionnée à Alteglofsheim. Le IVe corps de Rosenberg et le IIIe corps de Hohenzollern durent résister à la pression de la division Saint-Hilaire qui s'avançait depuis le nord et à celle de la division Friant en marche sur Thalmassing, alors que la grosse cavalerie française approchait également par le sud. 

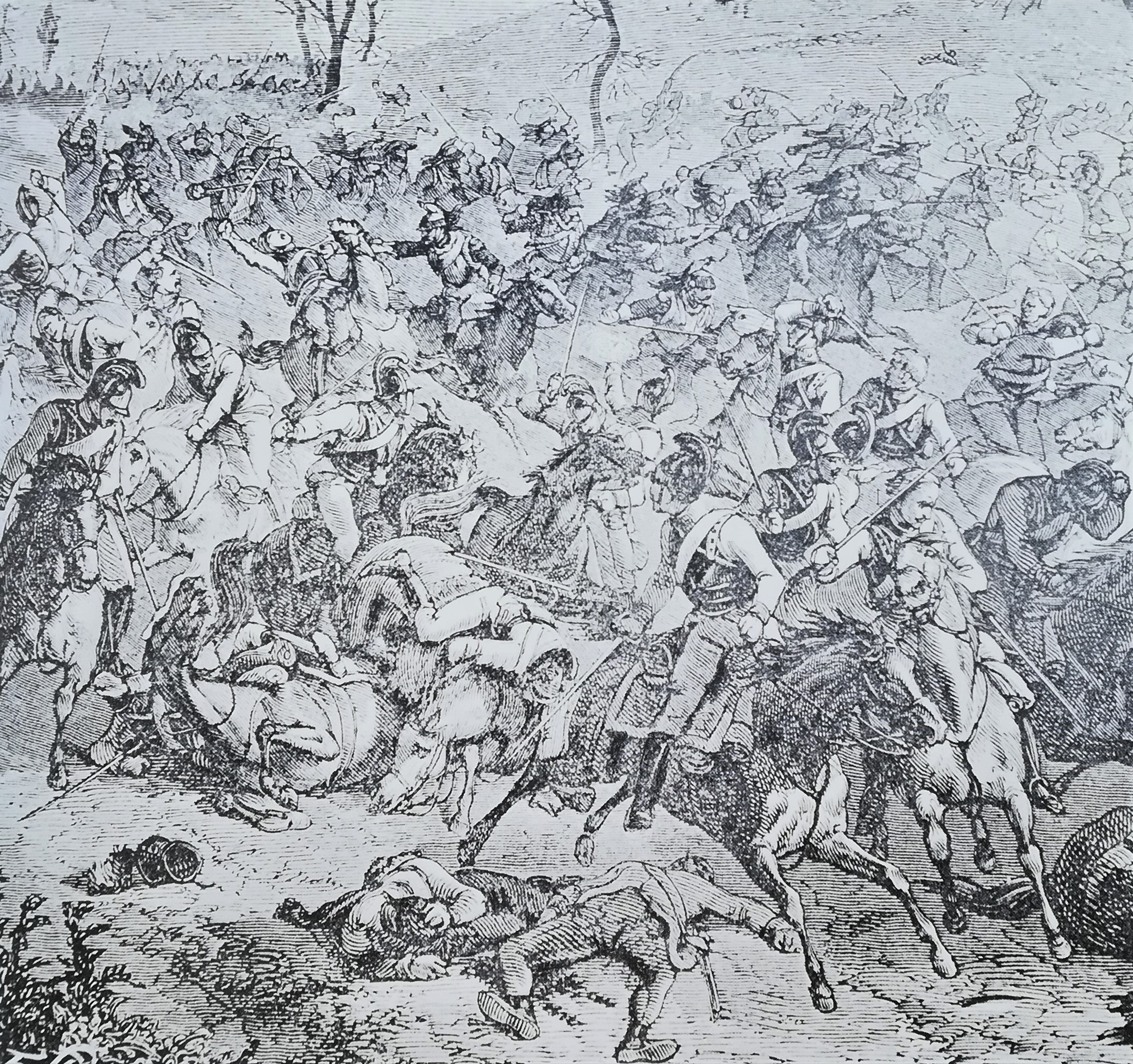
Combat de cavalerie entre cuirassiers français et autrichiens au soir de la bataille d'Eckmühl, par Henri Félix Emmanuel Philippoteaux.

Napoléon arriva à Eglofsheim dans la soirée et s'y s'entretint avec les maréchaux Lannes et Masséna ; au départ déterminé à continuer la poursuite avec toutes ses forces réunies, l'Empereur constata que ses troupes, après plusieurs jours de marches forcées, étaient trop fatiguées pour reprendre les opérations dans la nuit et seule la cavalerie reçut l'ordre de continuer à maintenir la pression sur les forces autrichiennes en retraite. Les divisions Morand et Gudin, de même que les troupes wurtembergeoises, étaient exténuées et Napoléon estima qu'il était dangereux de livrer un combat de nuit dans de telles conditions.
Le 22 avril au soir, vers 19 h, un violent combat de cavalerie eut lieu au sud d'Alteglofsheim entre vingt-neuf escadrons autrichiens déployés par l'archiduc Charles pour couvrir la retraite de son armée et soixante-six escadrons français et alliés des divisions de cavalerie Nansouty et Saint-Sulpice. Les affrontements furent très durs mais la cavalerie autrichienne, engagée par petits paquets et dépourvue de soutien d'artillerie, eut largement le dessous face à son homologue française utilisée en masse et appuyée par 18 canons. Après une série d'engagements, les cavaliers autrichiens furent défaits et durent se replier tandis que le désordre s'installa dans les colonnes en retraite vers Ratisbonne. L'archiduc Charles, estimant impossible de regrouper ses troupes désorganisées et démoralisées sur les collines au sud de la ville, décida de se replier avec son armée au nord du Danube à la faveur de la nuit. En plus du pont en pierre, les Autrichiens établirent un pont flottant à l'est du fleuve afin de permettre aux troupes de franchir le cours d'eau sans être inquiétées par les Français. La manœuvre s'effectua sous la protection de cinq bataillons du IIe corps et de 6 200 cavaliers.

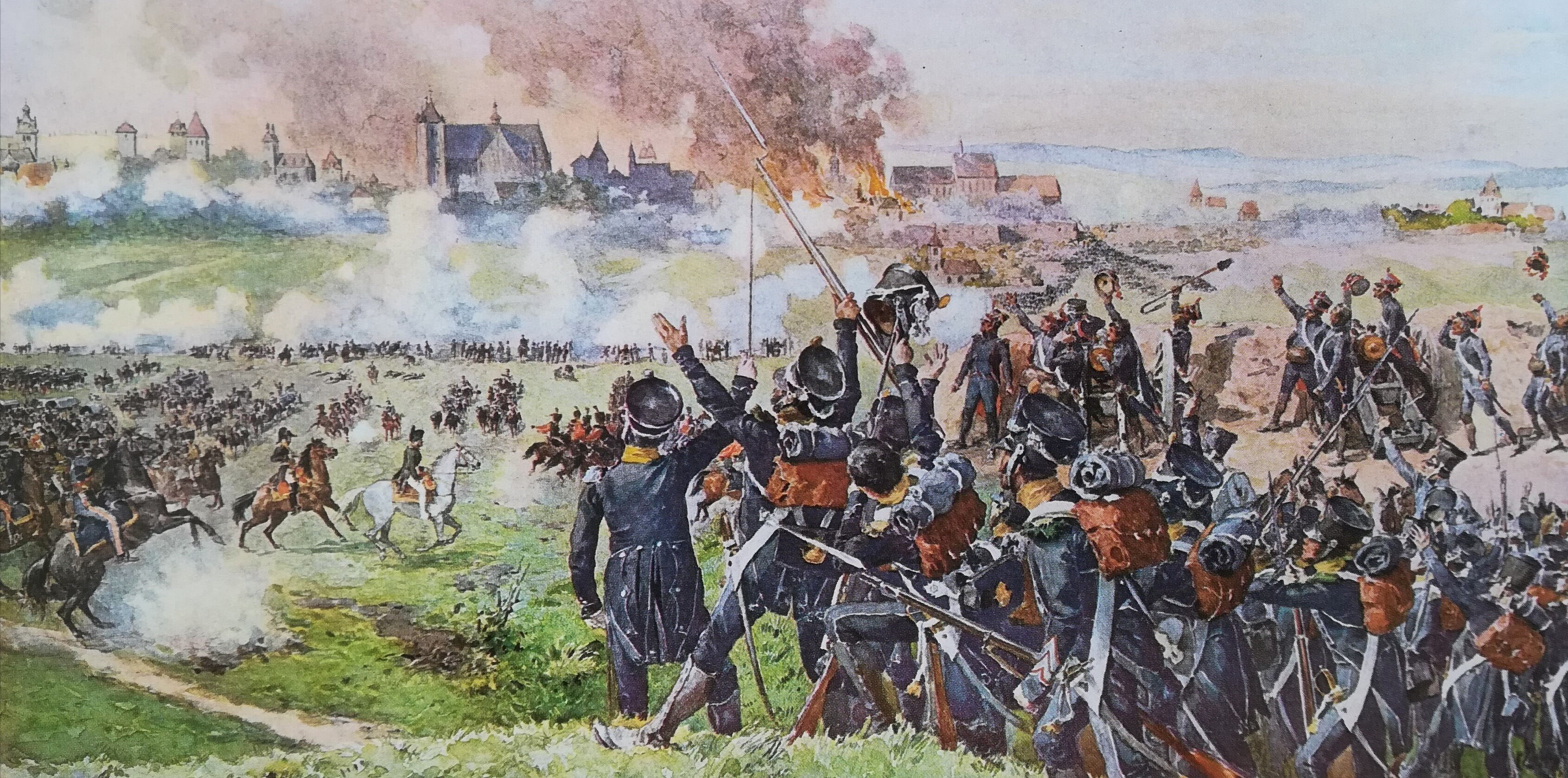
Napoléon défilant sur le front des troupes à Ratisbonne, par Felician Myrbach. Parcourant les lignes à cheval après avoir été blessé d'une balle tirée depuis la forteresse, l'Empereur est acclamé par ses soldats.

Le matin du 23 avril, l'Empereur relança la poursuite dans le but de couper la retraite de l'archiduc au sud du Danube et parachever sa victoire, mais les résultats furent décevants : une grande partie de l'armée autrichienne avait pu se retirer au nord du fleuve et le premier assaut français contre Ratisbonne, que défendait une garnison autrichienne, fut repoussé. Napoléon, qui ne voulait pas s'éterniser dans un siège long et coûteux, ordonna de nouveaux assauts afin de conquérir au plus vite cette position stratégiquement importante. Le maréchal Lannes fut chargé de la conduite des opérations. Au cours du siège, Napoléon fut légèrement blessé au pied par une balle et la rumeur se répandit parmi la troupe que l'Empereur avait été gravement touché ; celui-ci se montra alors à cheval et parcourut les lignes de siège, ce qui ranima l'enthousiasme de ses soldats. Le maréchal Lannes mena personnellement l'attaque finale sur la forteresse de Ratisbonne et, après deux tentatives infructueuses de la division Morand, poussa énergiquement ses troupes à l'assaut en s'exposant lui-même en première ligne. Les soldats français pénétrèrent finalement dans la ville et la garnison autrichienne mit bas les armes.
La reconquête de Ratisbonne ne modifia cependant pas grand-chose à la situation stratégique : en effet, l'armée autrichienne s'était repliée en Bohême avec deux jours d'avance sur les troupes françaises et l'archiduc Charles avait pu échapper à la destruction. De plus, le IVe corps du maréchal Masséna avait échoué à occuper les ponts de Straubing. Napoléon dut se rendre à l'évidence que sa manœuvre n'avait pas produit les résultats escomptés et que la guerre allait se poursuivre. Après avoir envisagé de suivre l'armée adverse au nord du Danube afin de livrer une bataille décisive en Bohême, Napoléon décida le 29 avril de rester au sud de la rivière et de se lancer à la poursuite du corps autrichien de Hiller, en retraite à l'est de Landshut, préalablement à une marche sur Vienne. Pour des raisons stratégiques, la prise de la capitale ennemie était une nécessité aux yeux de l'Empereur car elle lui permettrait de séparer les troupes de l'archiduc Charles, repliées en Bohême, et celles de l'archiduc Jean, mises en difficulté en Italie du nord par l'armée franco-italienne du prince Eugène de Beauharnais.

## Bilan et conséquences
« Votre Majesté a annoncé son arrivée à coups de canon sans me laisser le temps de vous féliciter. Je n'étais pas encore certain de votre présence quand les pertes que j'ai subies me l'ont douloureusement fait réaliser […]. Je me sens flatté, Sire, d'avoir pu croiser l'épée avec l'un des plus grands capitaines de notre temps. »

— Extrait d'une lettre adressée par l'archiduc Charles à Napoléon le 28 avril 1809.

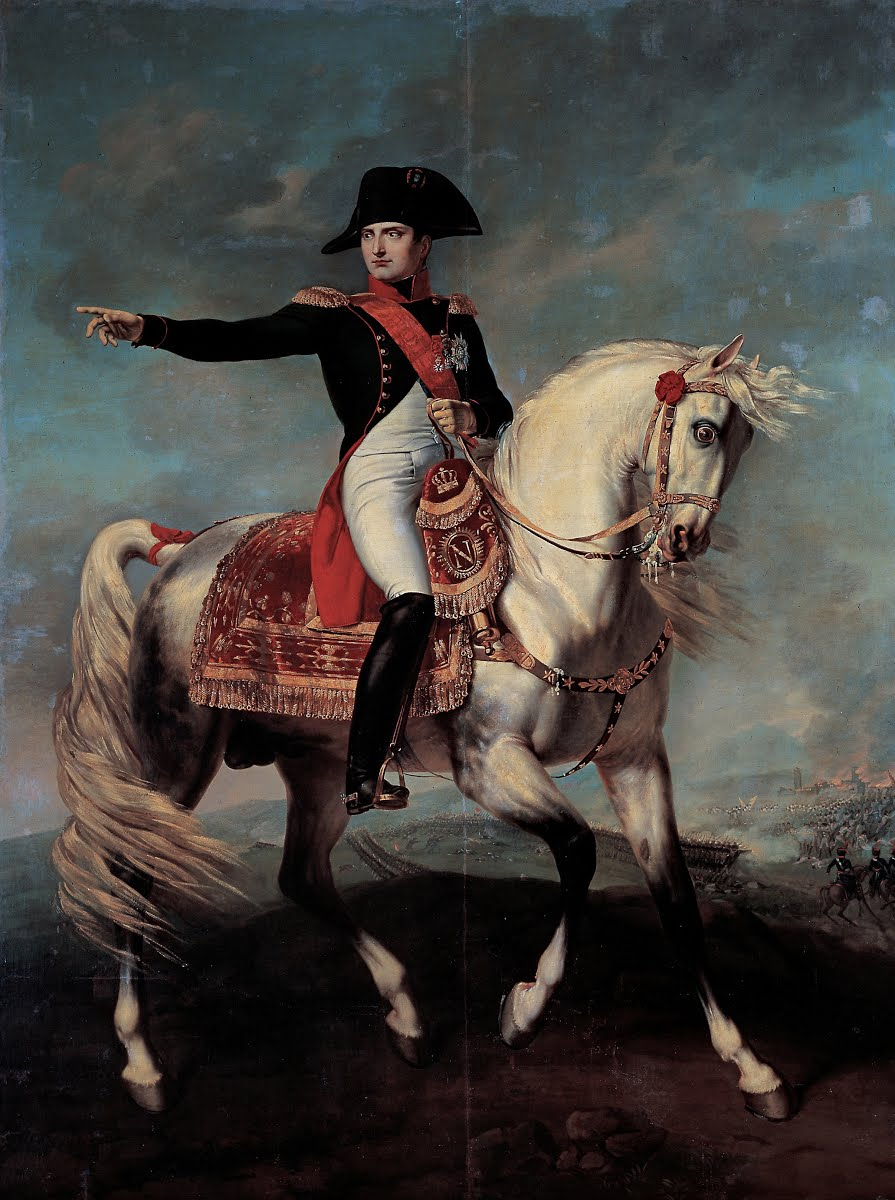
Napoléon en 1809. Huile sur toile de Joseph Chabord, musée napoléonien de Rome.

Même si la « campagne des Quatre-Jours » n'avait pas produit de résultats décisifs, puisque la guerre devait se poursuivre encore pendant plusieurs mois, les combats livrés en Bavière, dont la bataille d'Eckmühl fut le point culminant, sont considérés par les historiens comme l'une des plus brillantes démonstrations des capacités de Napoléon en tant que commandant en chef, en particulier sa conception de la stratégie et son aptitude à coordonner les mouvements d'une grande quantité de troupes. 
L'Empereur lui-même exprima à la fin de sa vie sa fierté vis-à-vis de cette période de sa carrière militaire. À peine arrivé sur le théâtre des opérations, Napoléon renversa la situation en quelques heures, redonna courage à ses troupes, composées pour une bonne partie d'étrangers et de conscrits inexpérimentés, et parvint à infliger plusieurs défaites à l'armée autrichienne. L'archiduc Charles, indécis et timoré, fut presque constamment soumis aux initiatives de son adversaire et ses forces, divisées en deux groupes situés de part et d'autre du Danube, perdirent plus de 30 000 soldats tués, disparus ou prisonniers, dont 10 000 à Abensberg le 19 avril et 10 700 pour la seule journée du 22 avril à Eckmühl.
Napoléon fit l'éloge de ses soldats et de ses lieutenants, en particulier les maréchaux Lannes et Masséna pour leur combativité. Le général Saint-Hilaire fut félicité personnellement par l'Empereur et le maréchal Davout, resté isolé du gros des forces françaises pendant une grande partie de la bataille, reçut en récompense de ses talents de tacticien le titre de « prince d'Eckmühl ». 
Impressionné par la puissance de son adversaire et démoralisé après les nombreuses défaites subies, l'archiduc Charles écrivit le 23 avril à son frère François Ier, empereur d'Autriche, que « la moitié de l'armée est en décomposition » et qu'il était favorable à l'ouverture de pourparlers de paix afin de préserver la dynastie et l'empire des Habsbourg. Le 28 avril, l'archiduc adressa une lettre à Napoléon dans laquelle il le complimentait vivement sur la rapidité et l'efficacité de son intervention et se proposait d'agir en tant que médiateur pour le rétablissement de la paix entre les deux États. Napoléon ne prêta pas attention à ce message quelque peu surprenant du commandant en chef autrichien.